# Arnim (Adelsgeschlecht)

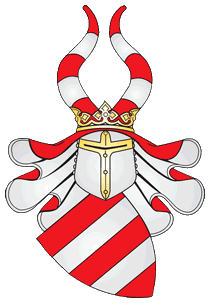
Wappen derer von Arnim

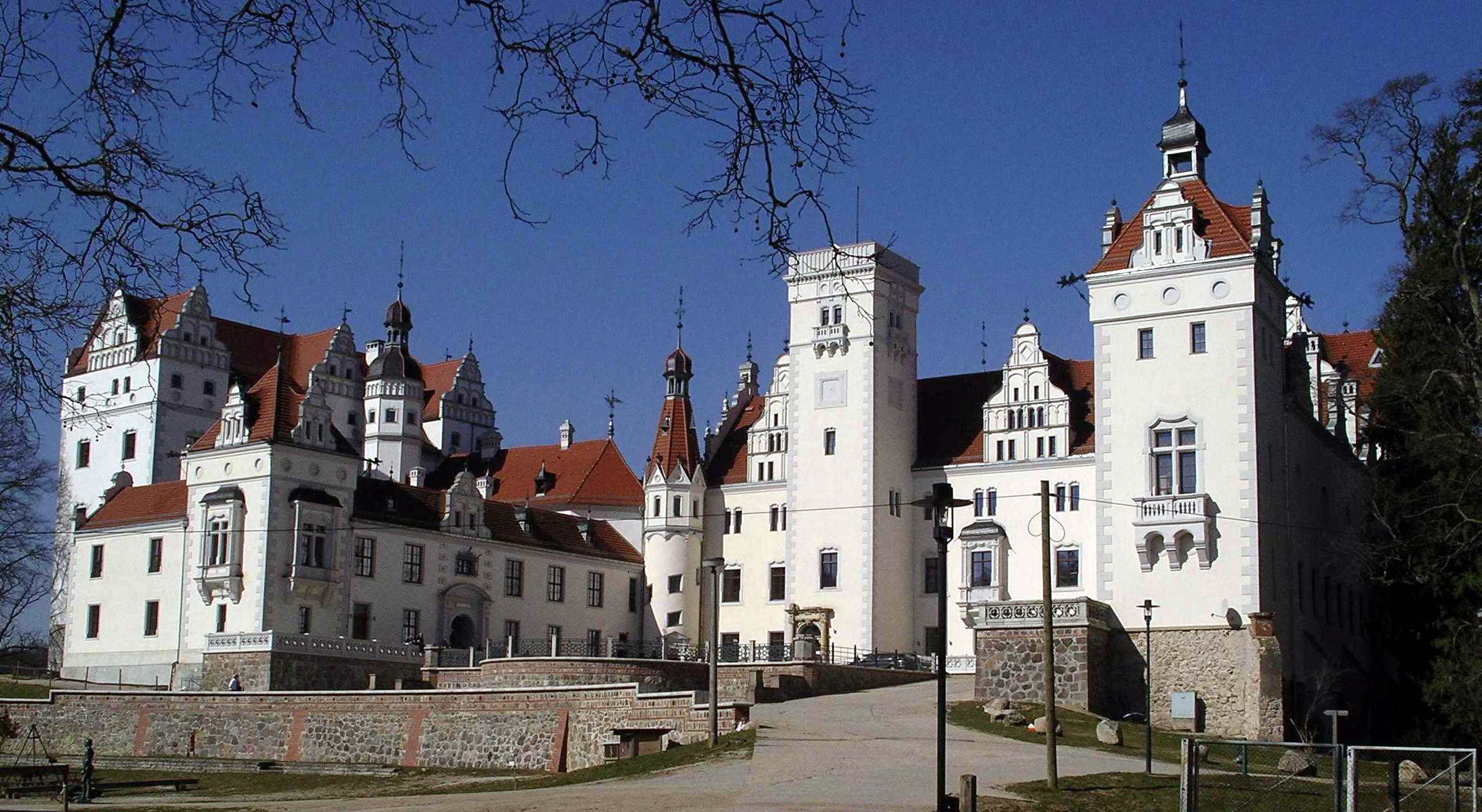
Schloss Boitzenburg, Uckermark

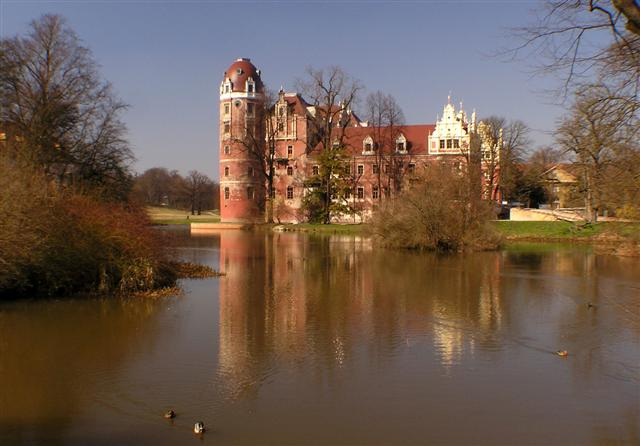
Schloss Muskau, Oberlausitz

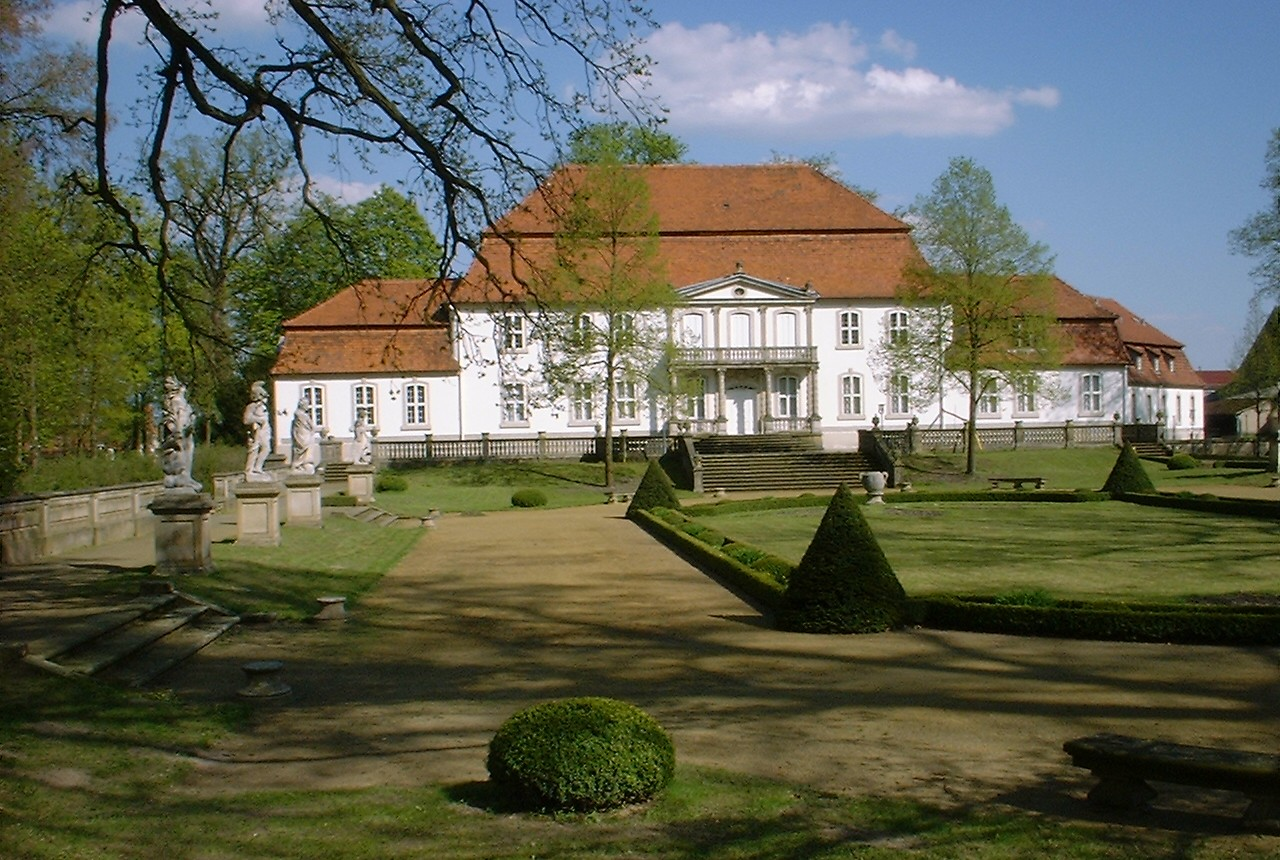
Schloss Wiepersdorf, Fläming

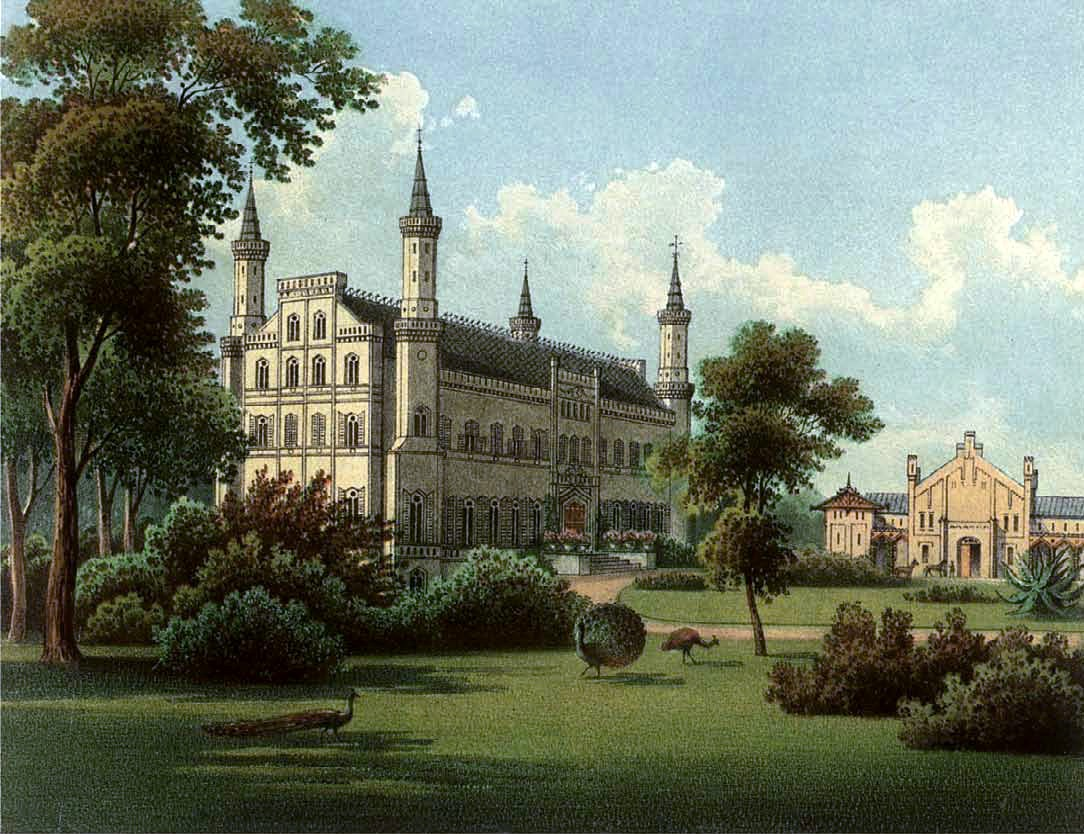
Schloss Kröchlendorff, Uckermark

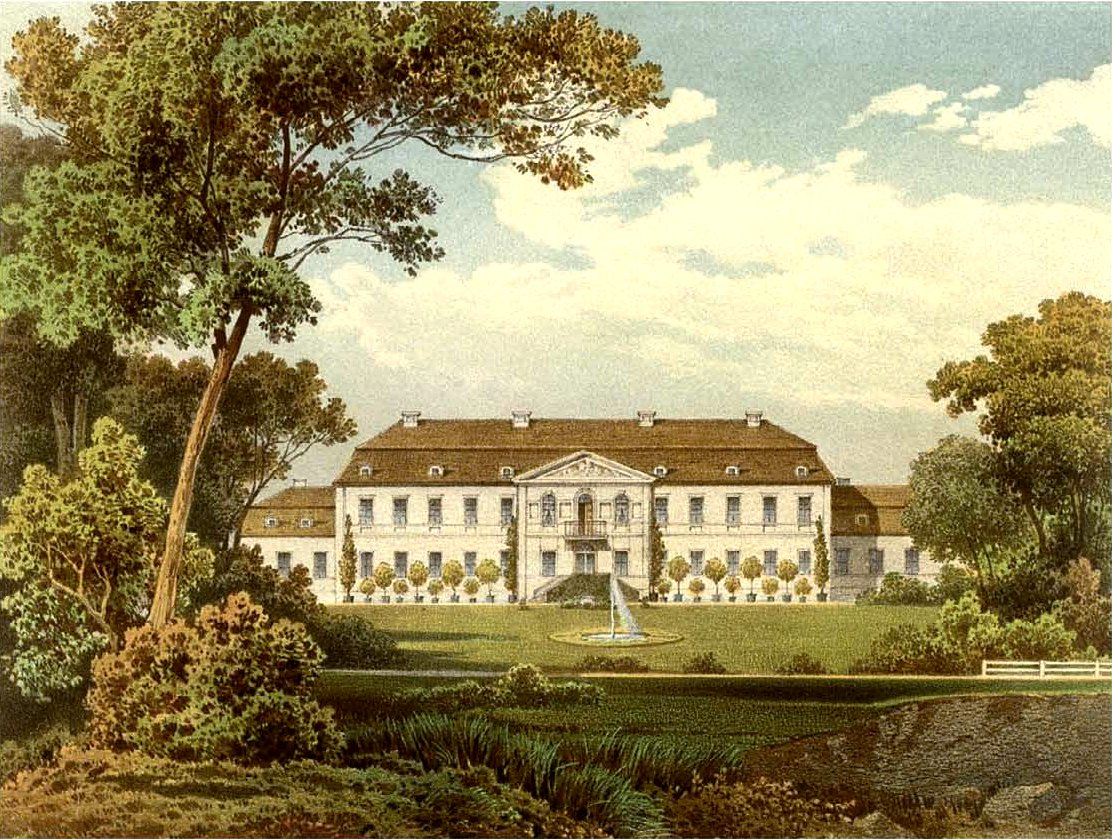
Schloss Suckow, Uckermark

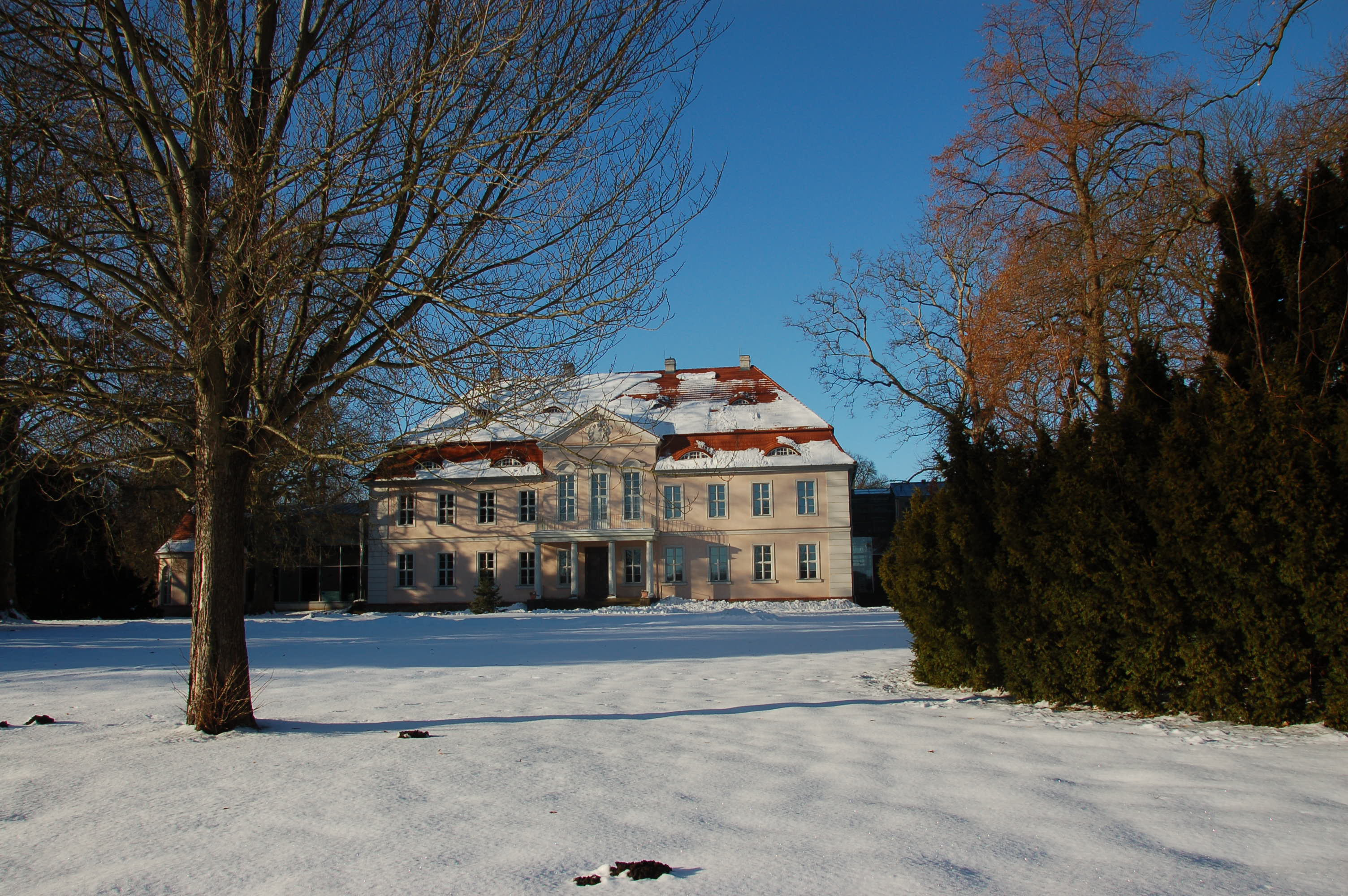
Schloss Criewen, Uckermark

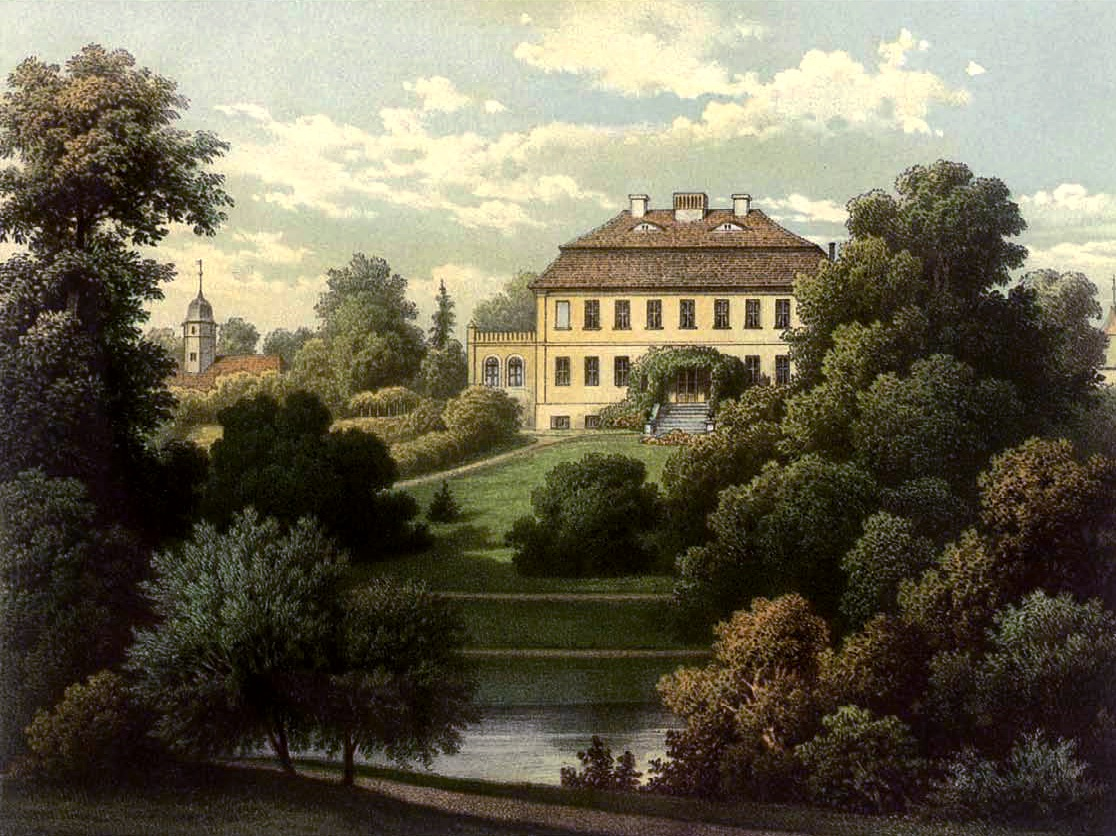
Gut Groß Fredenwalde, Uckermark

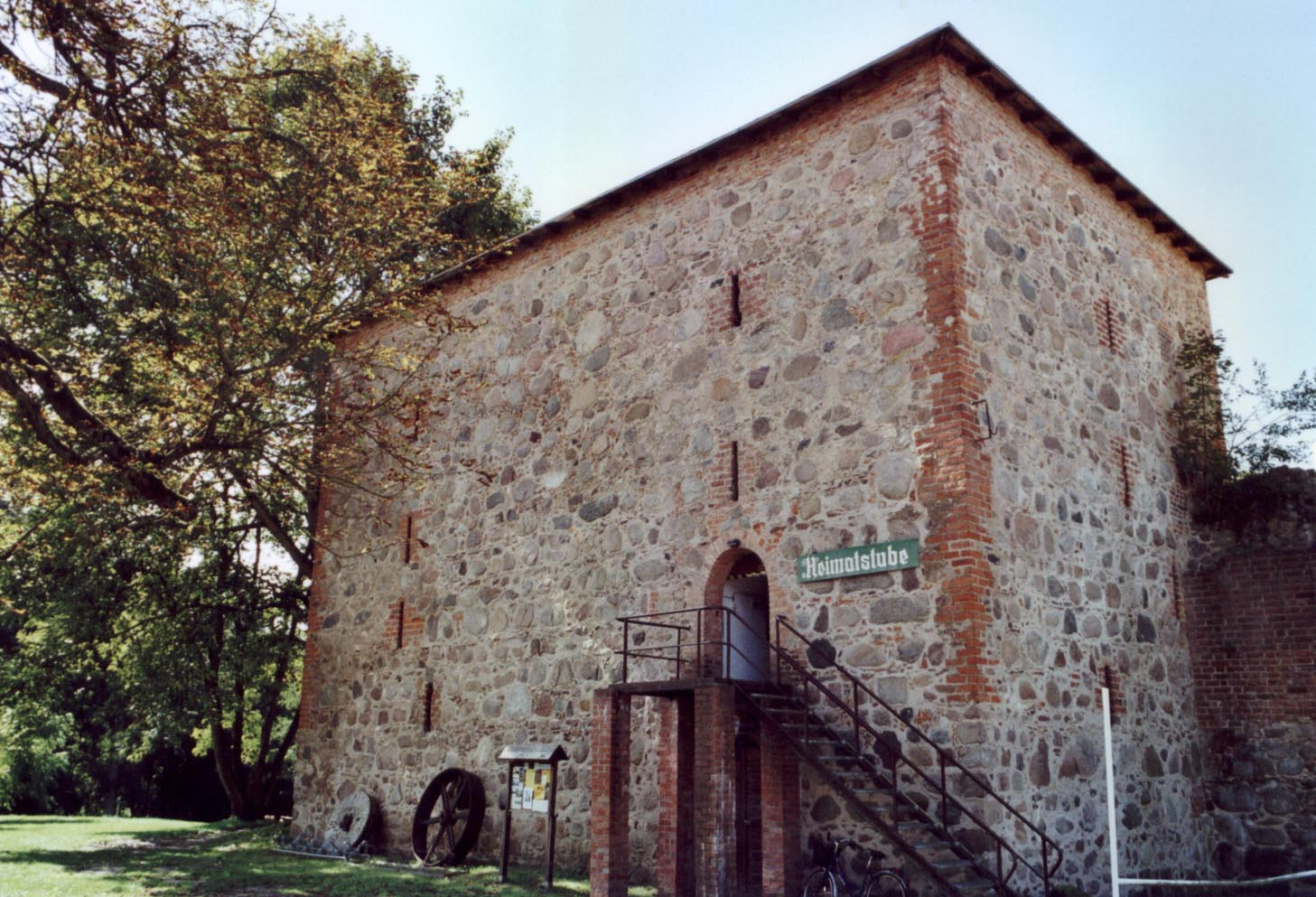
Burg Gerswalde, Uckermark

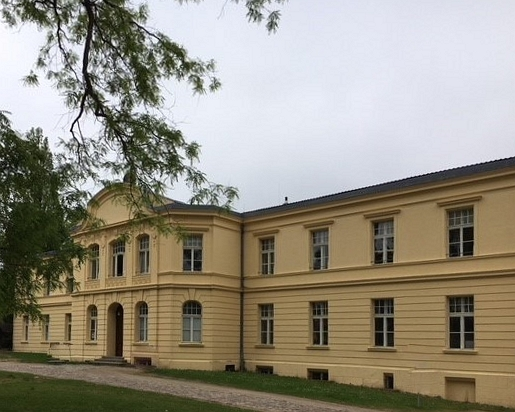
Schloss Gerswalde, Uckermark

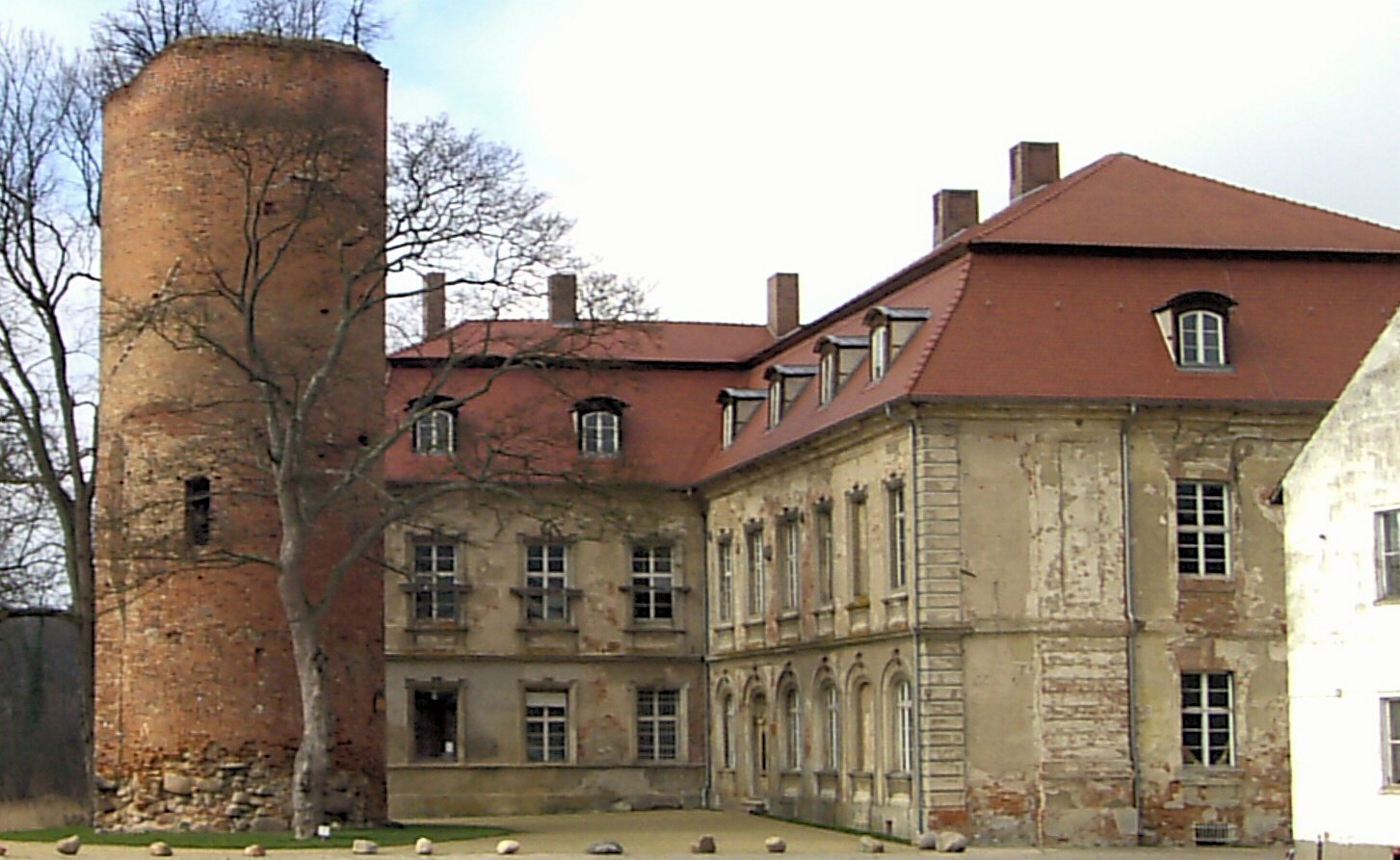
Burg Zichow, Uckermark

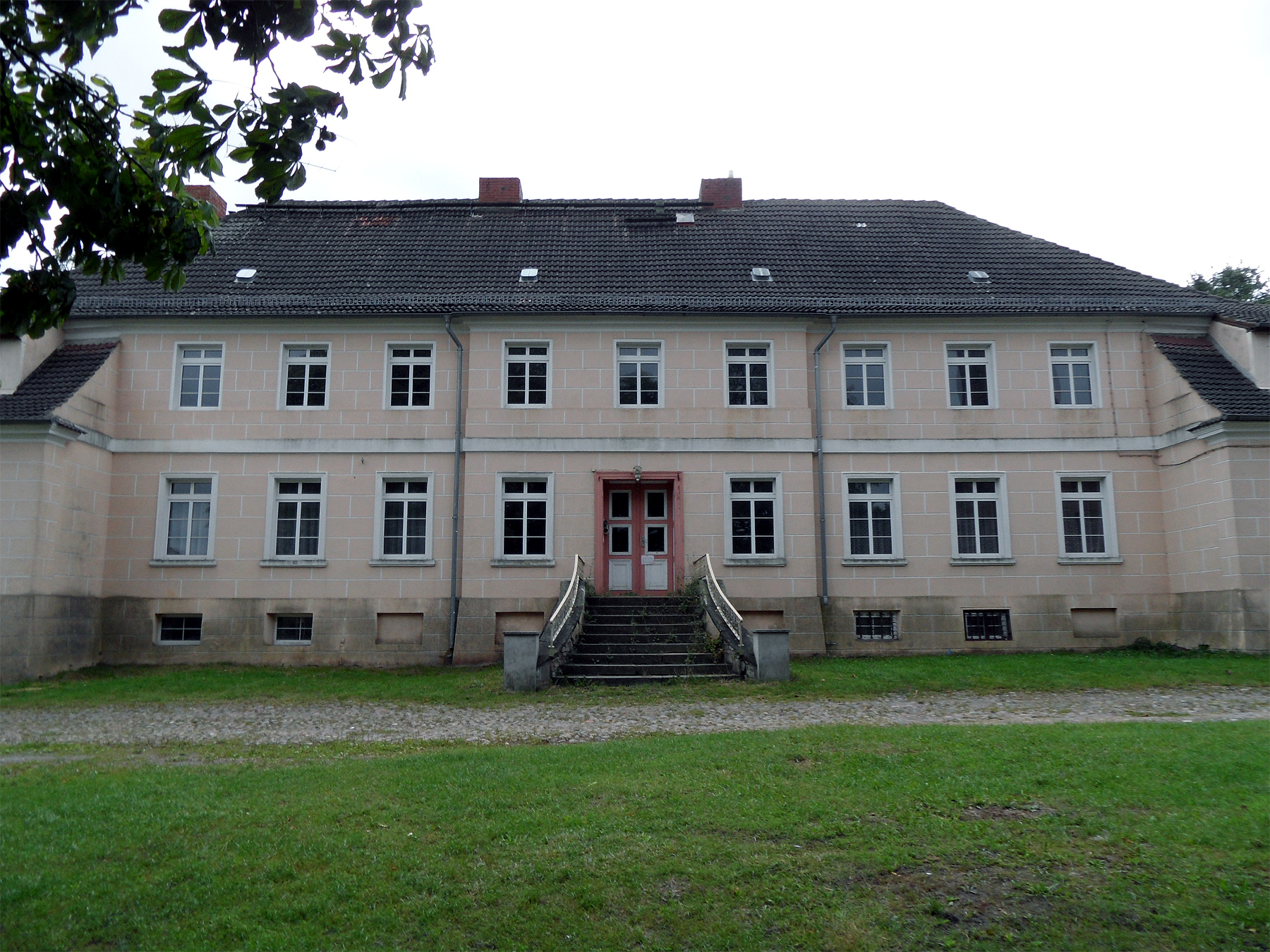
Gut Mürow, Uckermark

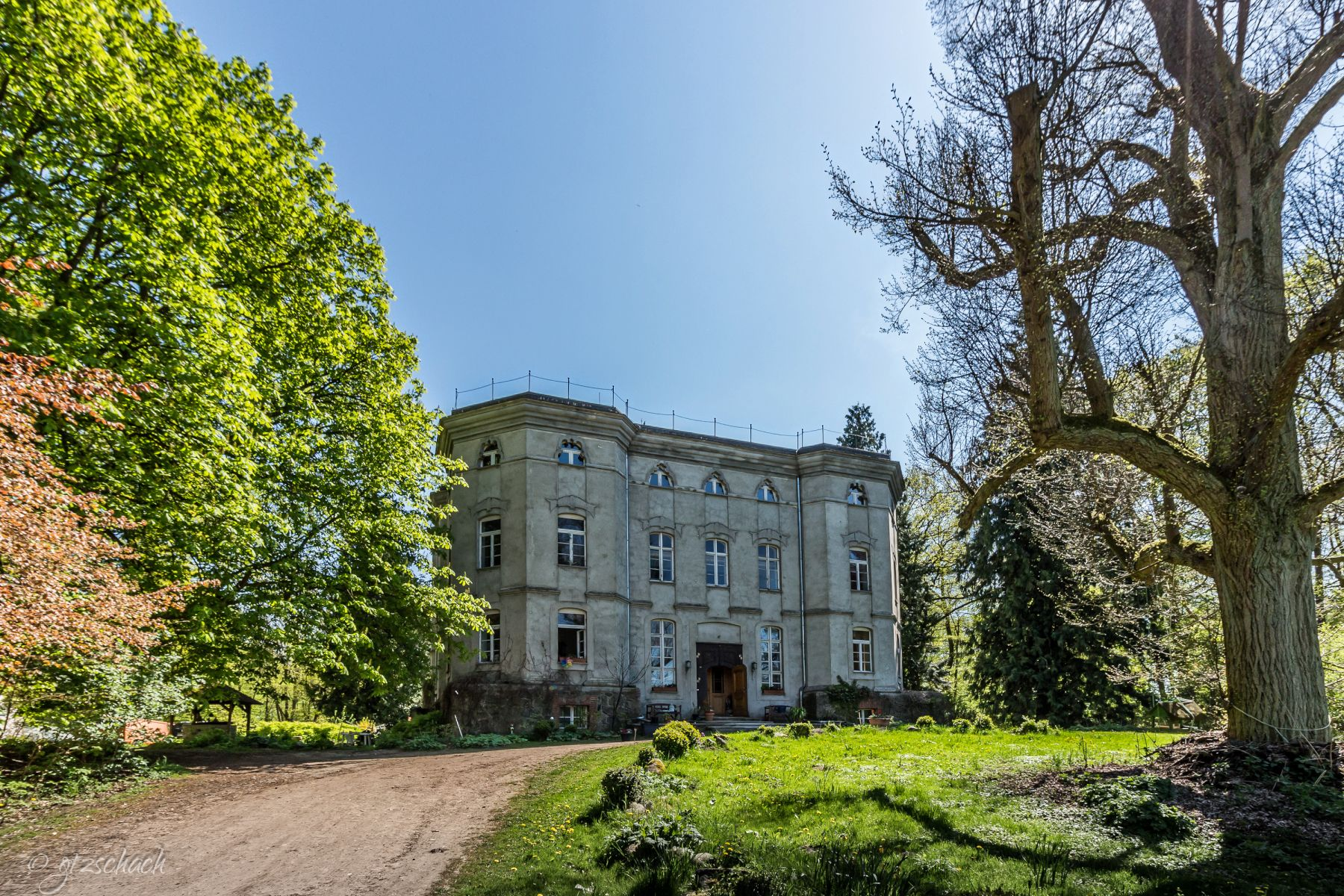
Gut Blankensee, Uckermark

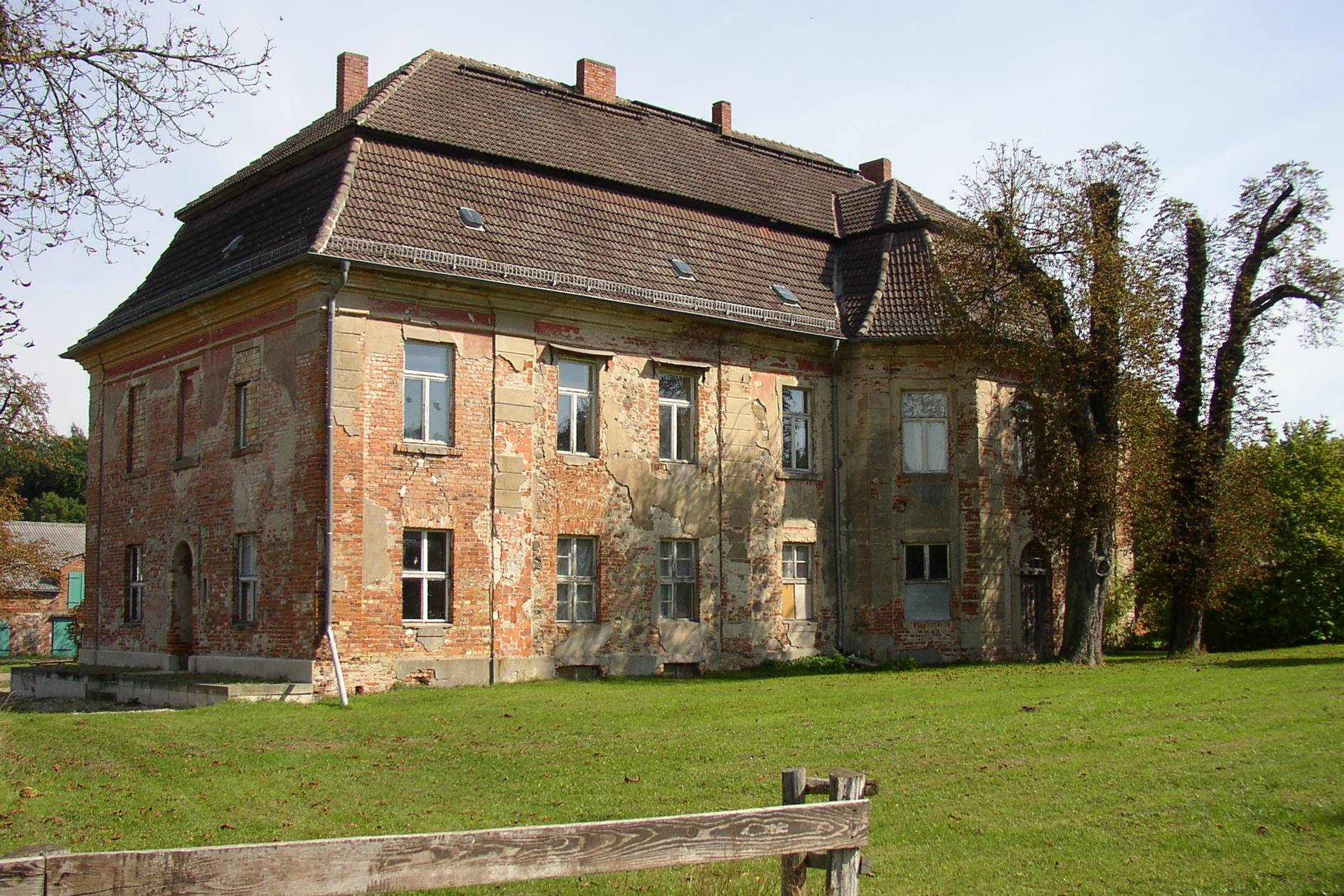
Gut Zernikow, Oberhavel

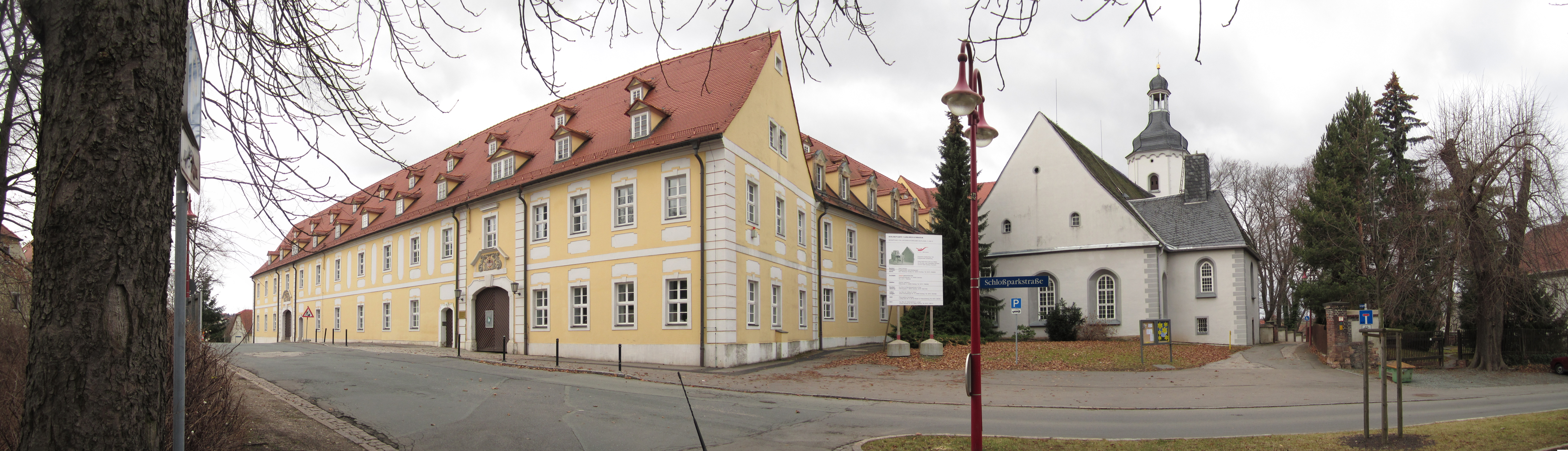
Schloss Planitz, Sachsen

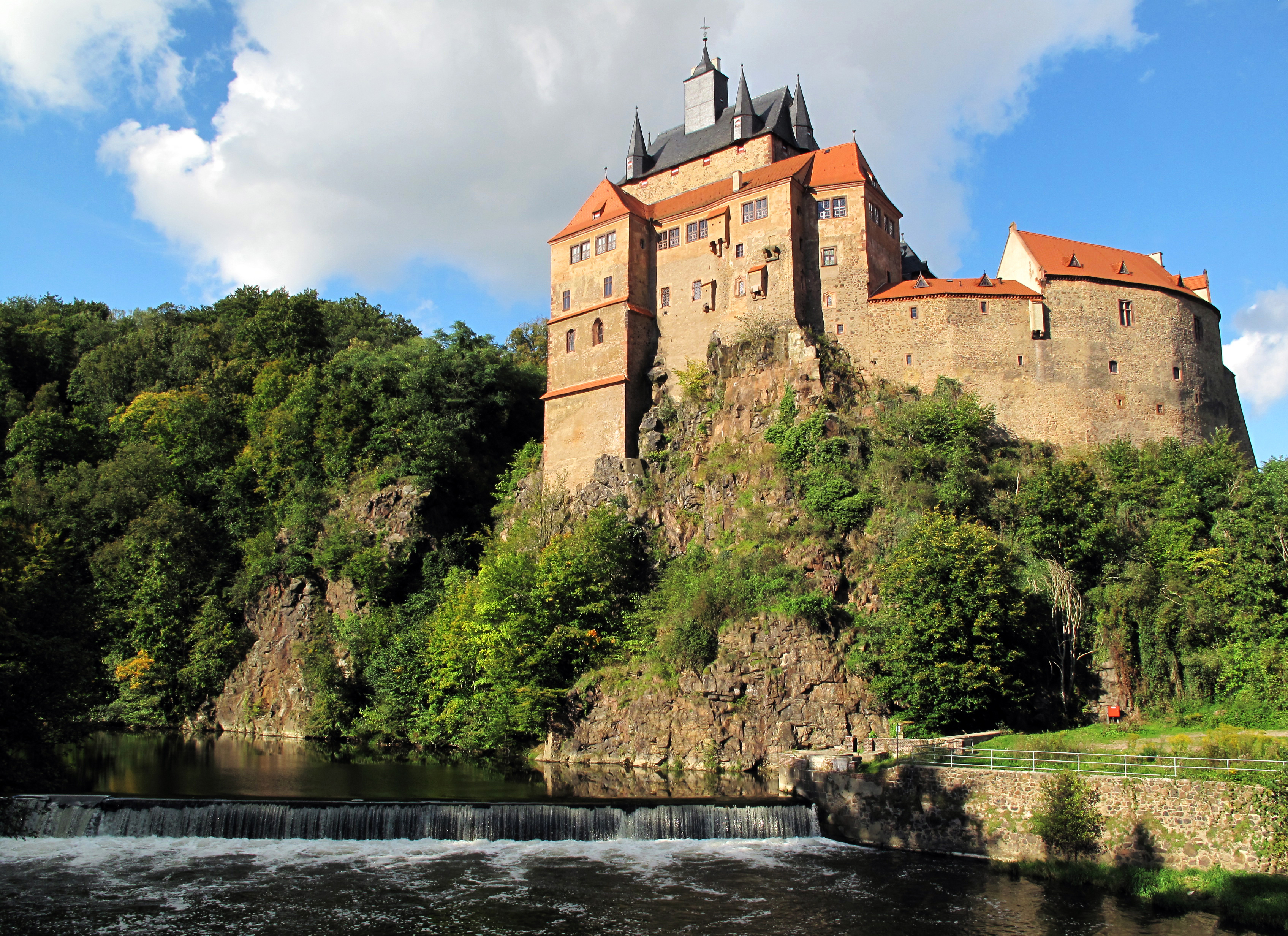
Burg Kriebstein, Sachsen

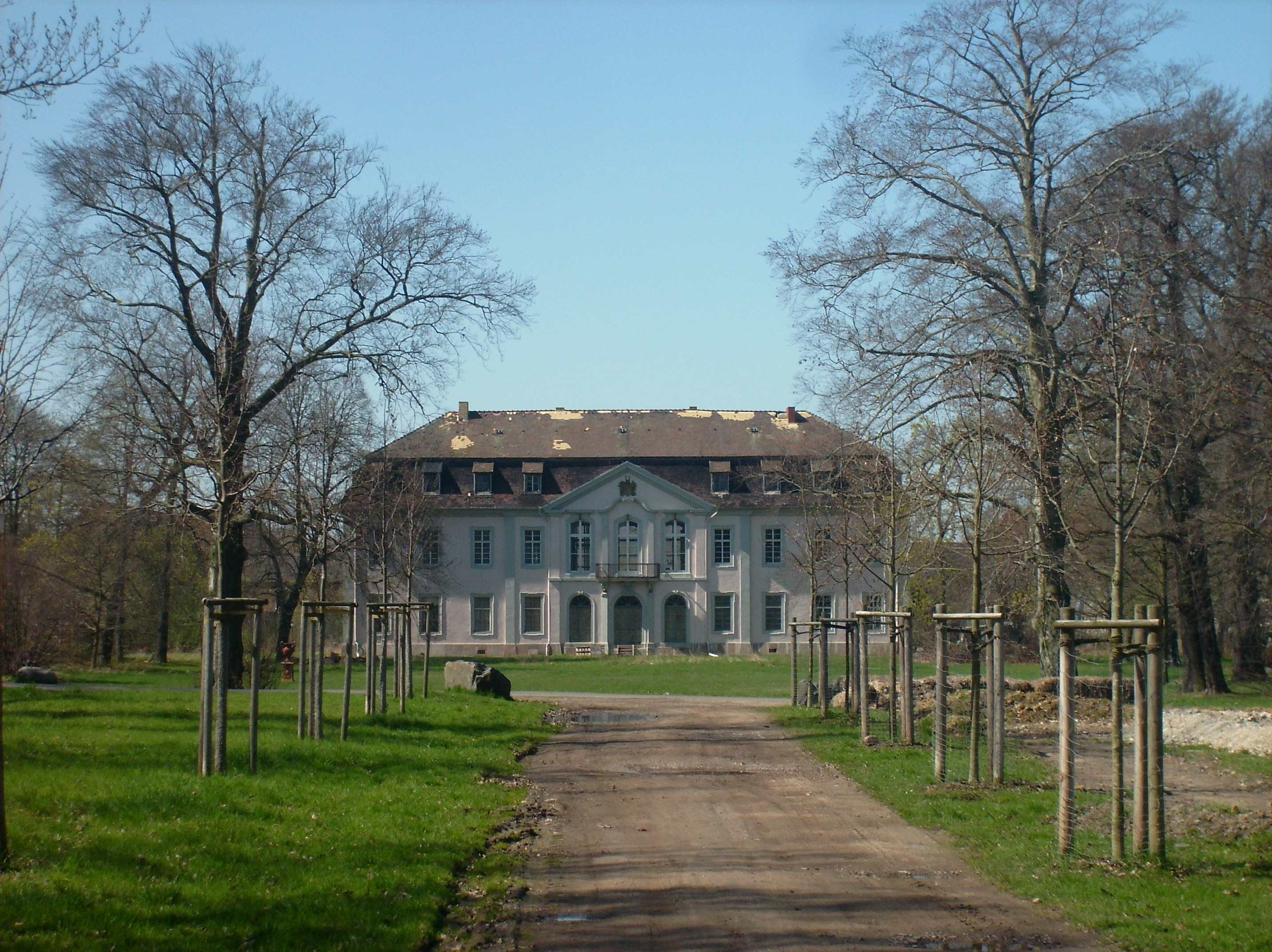
Schloß Otterwisch, Sachsen

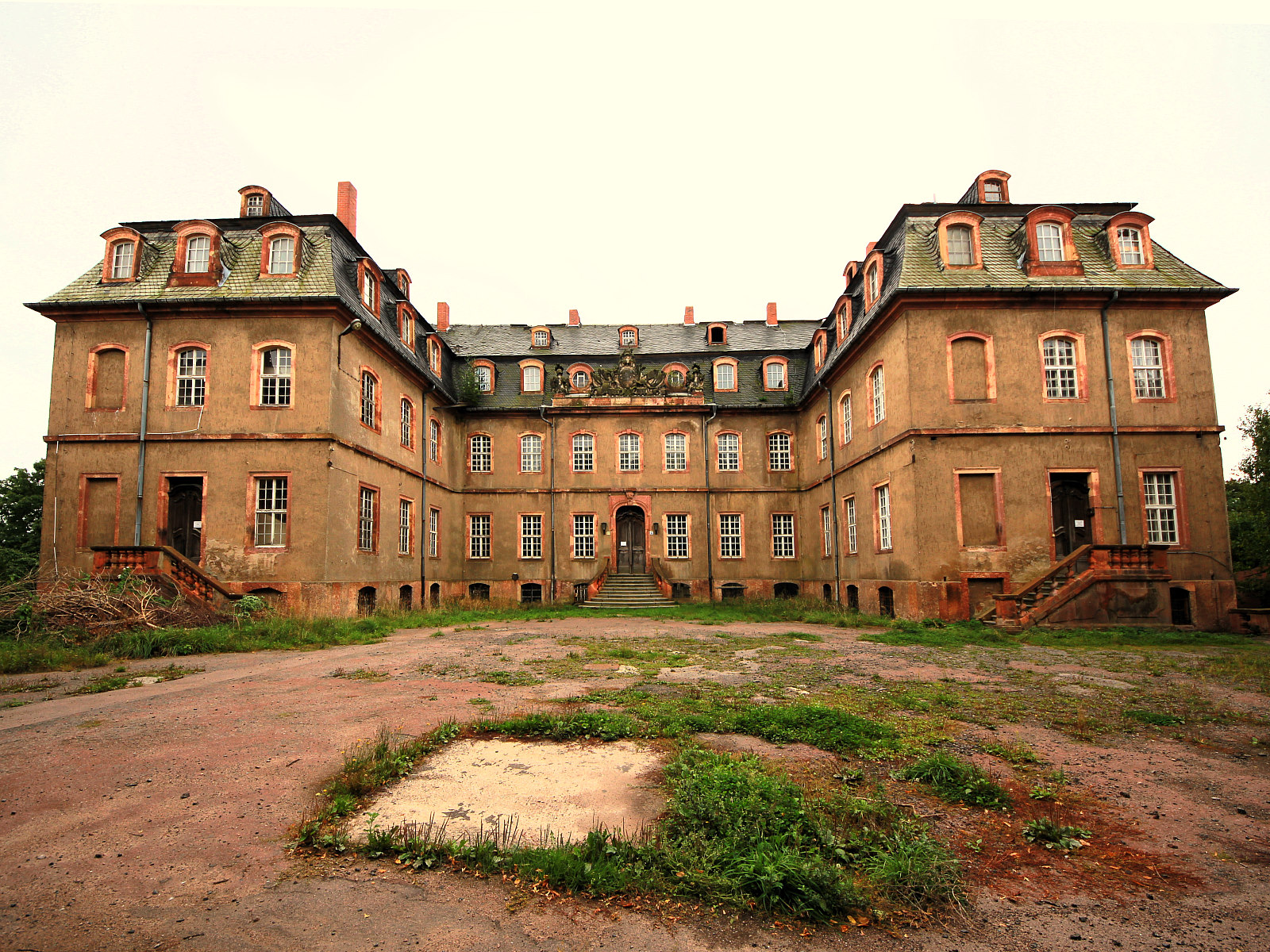
Schloss Neusorge, Sachsen

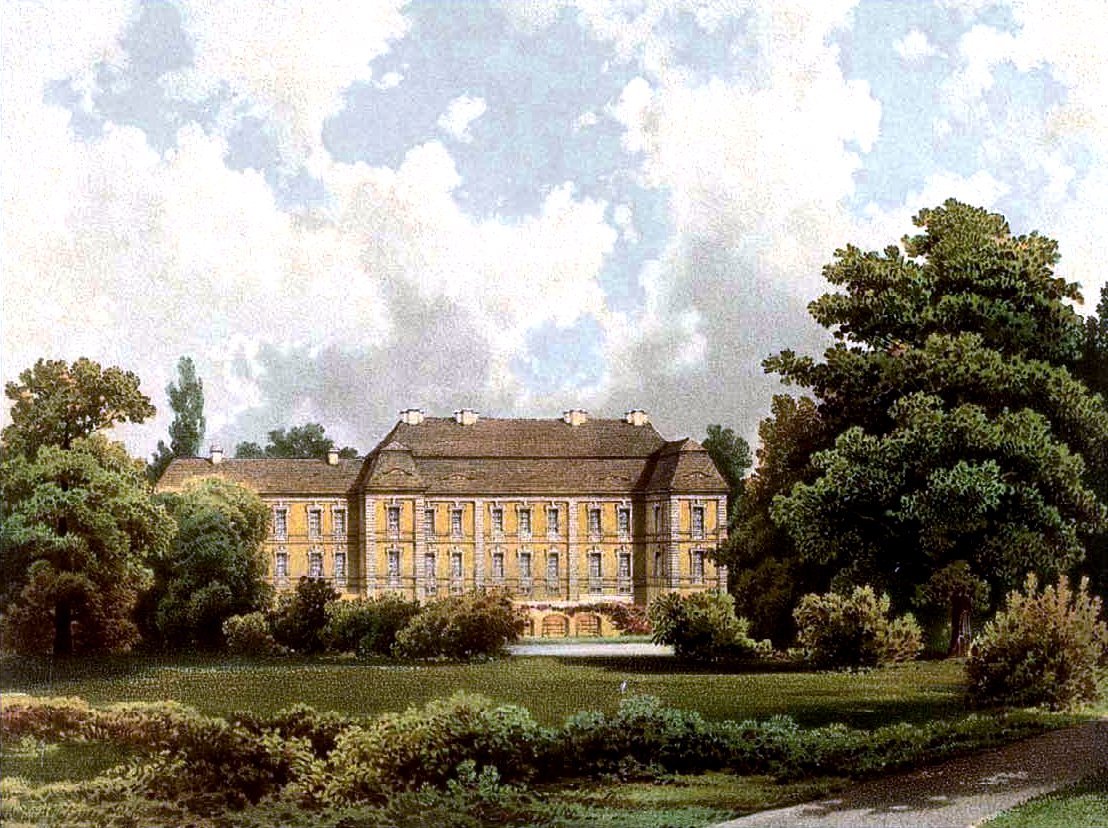
Schloss Heinrichsdorf in Heinrichsdorf, Hinterpommern

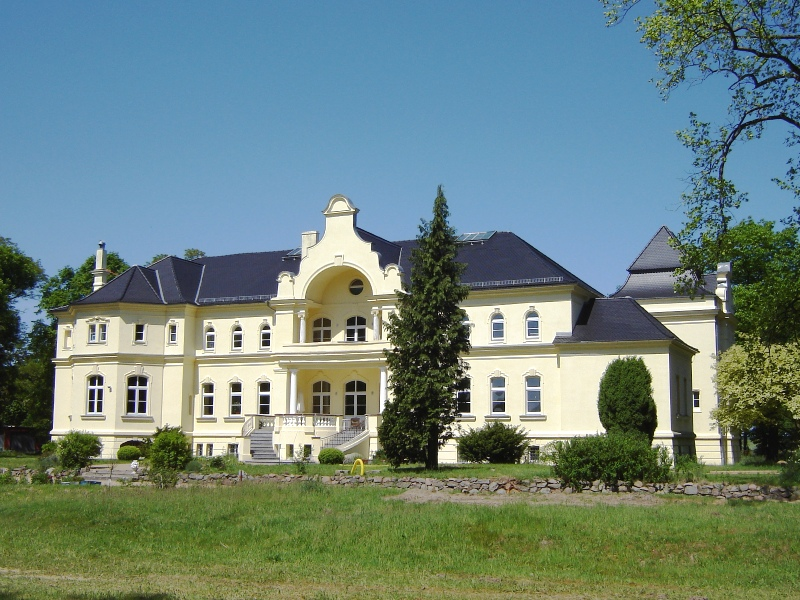
Herrenhaus Rittergut Brandenstein in Brandenstein, Sachsen-Anhalt

Arnim ist der Name eines märkischen Uradelsgeschlechts, das mit Alardus de Arnim im Jahr 1204 erstmals urkundlich erwähnt wird.

## Geschichte
Die Familie von Arnim trat mit der deutschen Besiedelung der Altmark in Erscheinung. Nicht weit von Stendal – im Stadtforst ostwärts zur Elbe – liegt das Dorf Arnim (heute Ortsteil von Stendal). Es gehörte zur Vogtei Arneburg. Der Elbübergang wurde von der Arneburg beherrscht, die in der askanischen Zeit eine wichtige Grenzfestung gegen die Slawen war. Nach ihr nannte sich ein jüngerer Sohn Albrechts des Bären Graf von Arneburg.
Der erste Arnim, der 1204 durch eine Urkunde nachgewiesen werden kann, war Alardus de Arnem, Burgmann zu Arneburg. Die genauen Umstände des Ursprungs der Familie zu dieser Zeit sind nicht mehr ganz zu klären, jedoch war die Familie im 13. Jahrhundert um Stendal ansässig.
In den folgenden Jahrhunderten war die Familie an der deutschen Besiedlung des Gebiets nordöstlich von Berlin (also etwa der heutigen Uckermark) wesentlich beteiligt. Hier gab es bis 1945 mehr als ein Dutzend Gutshöfe, Landsitze und Schlösser im Besitz von Familienmitgliedern. Der bedeutendste Besitz war die Standesherrschaft Boitzenburg (mit ca. 13.900 Hektar Land), die 1427 erstmals, ab 1528 dauerhaft in den Besitz der Arnims gelangte. Auch in anderen Teilen Ost- und Mitteldeutschlands, insbesondere in Sachsen, bestanden Zweige. Die Familie von Arnim ist nach den von Bülow eine der zahlenstärksten deutschen Adelsfamilien.
Die Linie der Grafen von Arnim-Boitzenburg saß seit dem 12. Oktober 1854 mit dem jeweiligen Fideikommissherrn bis zur Revolution 1918 als erbliches Mitglied im Preußischen Herrenhaus. Außerdem wurde der Familie 1854 als eine von zehn alt-preußischen Uradelsfamilien mit großem Grundbesitz von König Friedrich Wilhelm IV. das Präsentationsrecht zum Preußischen Herrenhaus zugestanden.
Im Einschreibebuch des Klosters Dobbertin befinden sich 13 Eintragungen von Töchtern der Familie von Arnim zur Aufnahme in das adelige Damenstift im mecklenburgischen Kloster Dobbertin.
Durch die Bodenreform in der Sowjetischen Besatzungszone ab 1945 wurden alle Familienbesitze enteignet. Nach der Deutschen Wiedervereinigung von 1990 gelang es einzelnen Zweigen der Familie, wieder land- oder forstwirtschaftliche Betriebe in den neuen Bundesländern aufzubauen, so den Grafen Arnim im Boitzenburger Land in Mahlendorf und Lichtenhain oder den von Arnim in Bietikow, Zernikow und Brandenstein sowie zeitweilig in Groß Fredenwalde (bis 2014, jetzt von Borcke); verwandte Familien bewirtschaften heute die ehemaligen Arnim-Güter in Kröchlendorff (v. Oppen) und Blankensee (Grafen Hahn v. Burgsdorff). Daisy Gräfin von Arnim betreibt eine Apfelplantage im Gutshaus in Lichtenhain, welches bis 1945 zum Schloß Boitzenburg gehörte.
Der im Jahre 1942 geborene Kriegswaise Achim von Arnim (aus dem Hause Zehdenick-Wilmersdorf) wurde von den kinderlosen Eheleuten Philipp Freiherr von Gemmingen-Guttenberg und Olga Marie geb. Freiin von Saint-André unter dem Namen von Saint-André-Arnim adoptiert und erbte von seiner Adoptivmutter, deren Brüder kinderlos verstorben waren, das Saint-André'sche Schloss Königsbach in Baden.

## Wappen
Blasonierung: „In Rot zwei silberne Balken. Auf dem goldgekrönten Helm mit rot-silberner Decke zwei rote Büffelhörner mit je zwei silbernen Spangen.“

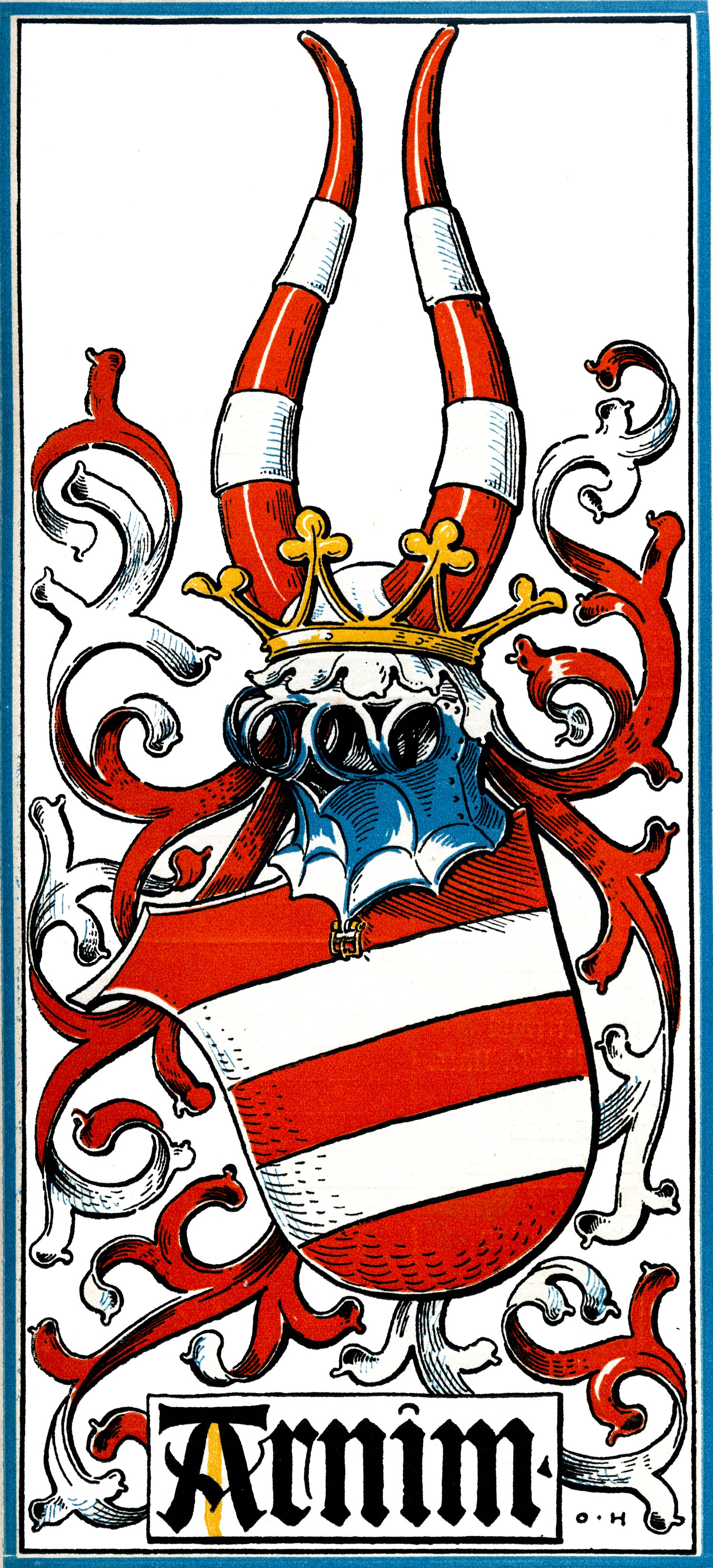
Wappengrafik von Otto Hupp im Münchener Kalender von 1903
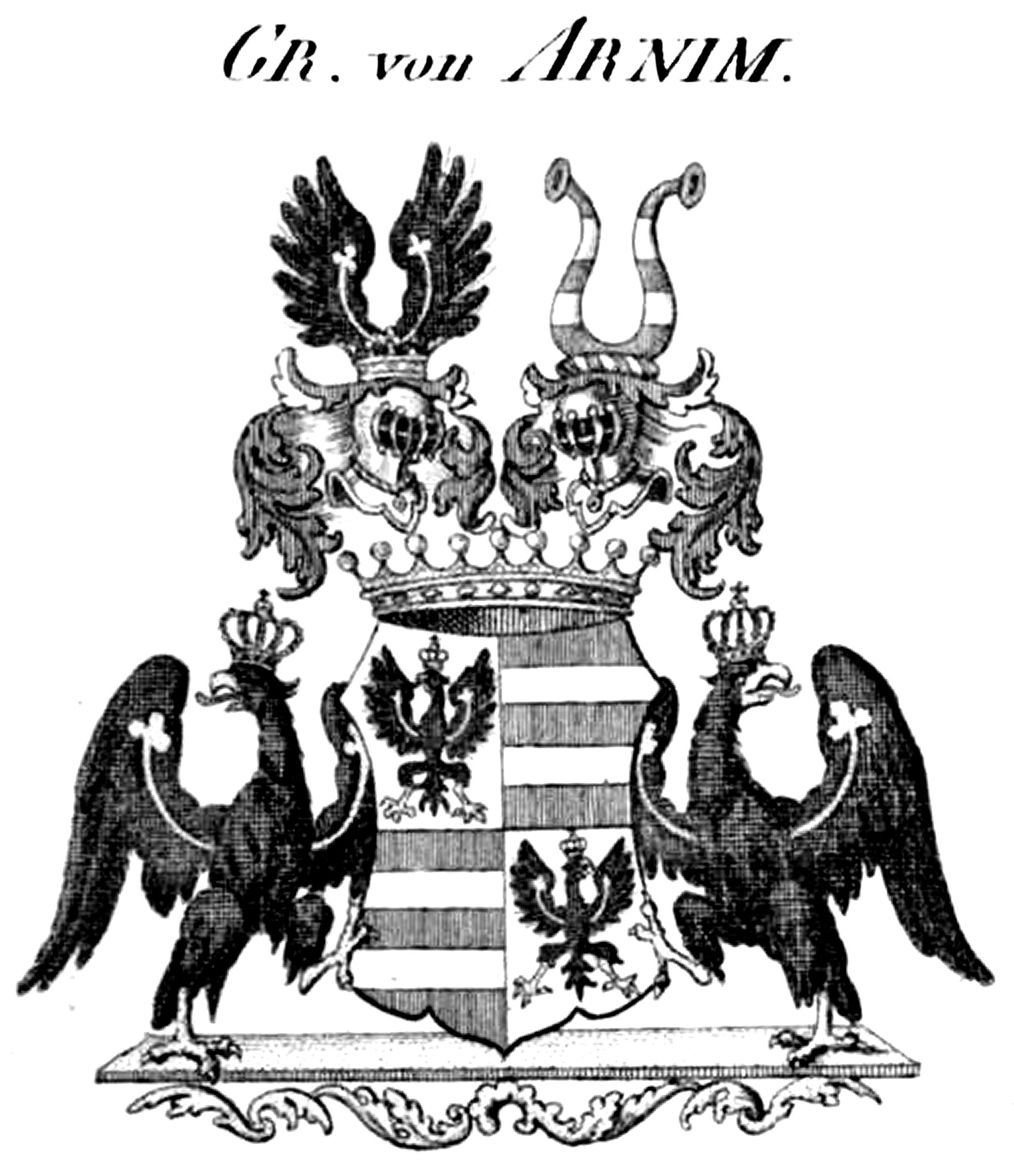
Wappen der Grafen von Arnim

## Bekannte Familienmitglieder

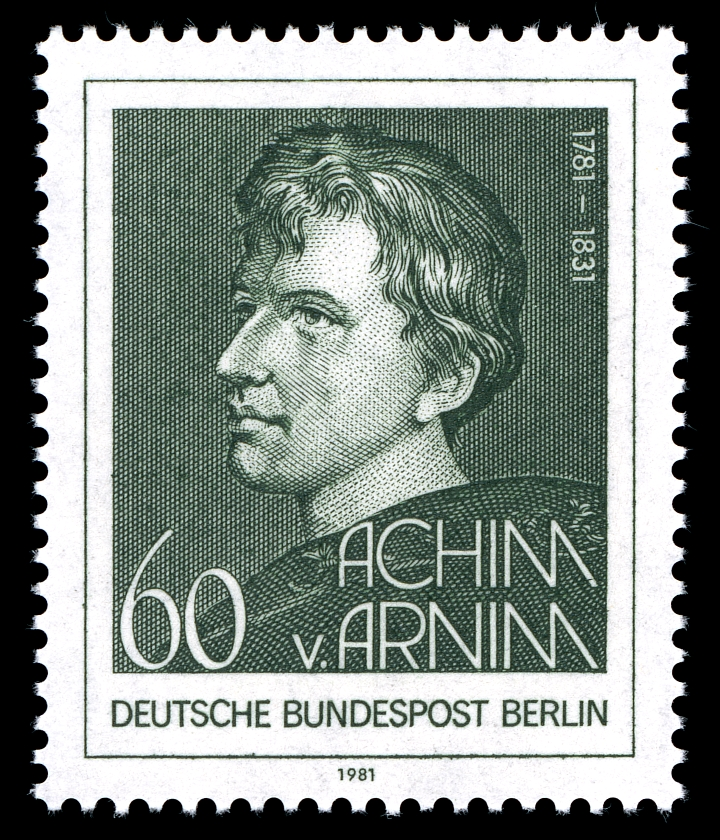
Achim von Arnim, Schriftsteller (1781–1831)
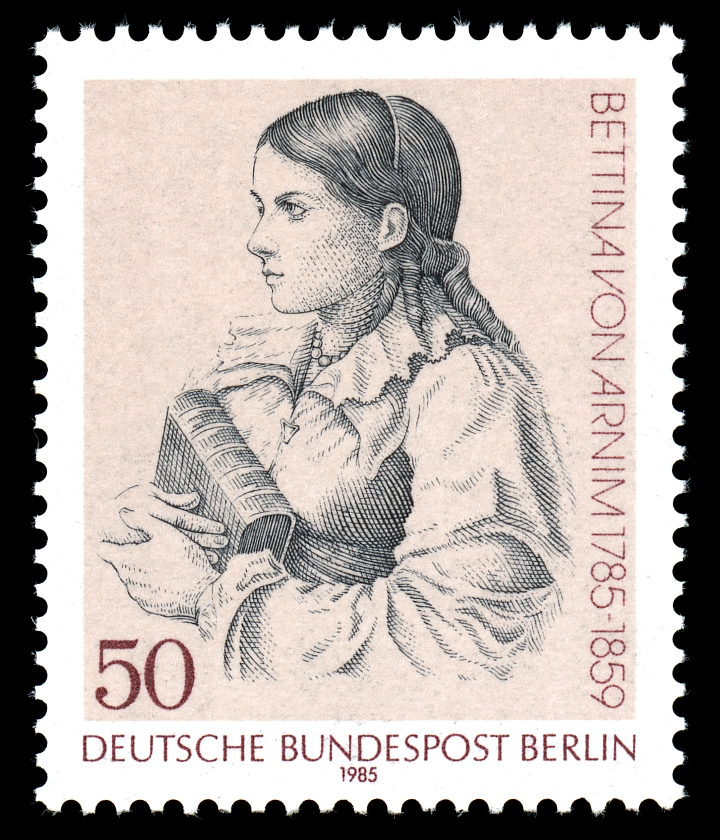
Bettina von Arnim geb. Brentano, Schriftstellerin (1785–1859), Ehefrau von Achim

- Hans Georg von Arnim-Boitzenburg (1583–1641), Feldherr und Staatsmann
- Wolff Christoph von Arnim (1607–1668), kursächsischer Generalleutnant, Geheim- und Kriegsrat, Mitunterzeichner des Waffenstillstands von Kötzschenbroda
  - Johann Christian von Arnim (1640–1695), kurfürstlich-sächsischer Kammerherr, Rat und Hofrichter
  - Christoph Julius von Arnim (1643–1708), kurfürstlich-sächsischer Kammerherr und Rittergutsbesitzer
  - Johann Georg von Arnim (1656–1721), deutscher Kammerherr und Unternehmer
    - Christoph Heinrich von Arnim (1699–1767), sächsischer Landtagsabgeordneter, schriftsässiger Rittergutsbesitzer und Kammerherr
- Jakob Dietlof von Arnim (1645–1689), kurbrandenburger Obrist der Kavallerie und Generalmajor sowie Hauptmann zu Gramzow
  - Georg Dietloff von Arnim-Boitzenburg (1679–1753), preußischer Justizminister (Schlesien)
- Georg Abraham von Arnim (1651–1734), preußischer General-Feldmarschall
- Hans Ernst von Arnim (1688–1743), preußischer Landrat von Genthin[8]
  - Johann August von Arnim (1723–1797), preußischer Landrat von Genthin, Haus Brandenstein[9]
    - Ludwig Heinrich Wilhelm von Arnim (1771–1848), deutscher Verwaltungsbeamter, Rittergutsbesitzer und Parlamentarier
      - Wilhelm von Arnim (1814–1890), preußischer Verwaltungsbeamter, Landrat

    - Ferdinand von Arnim (1772–1835), preußischer Generalmajor
      - Wilhelm Messerschmidt von Arnim (1797–1860), preußischer Generalmajor; Adoptivsohn des Vorgenannten
- Carl Siegmund von Arnim (1700–1773), sächsischer General
- Jost Erdmann von Arnim (1714–1789), preußischer Oberst
- Valentin Dietloff von Arnim (1714–1802), preußischer Jurist
- Friedrich Wilhelm von Arnim (1715–1761), preußischer Major
- Bernd Jakob von Arnim (1719–1797), preußischer Beamter und Numismatiker, Bruder des Vorgenannten
- George Christoph von Arnim (1723–1789), preußischer General-Leutnant, seit 1741 an allen Feldzügen beteiligt
- Carl Sigismund von Arnim, General der Kavallerie
- Curt Heinrich Gottlieb von Arnim (1735–1800), preußischer Oberst, Kommandant des Invalidenhauses Berlin und Ritter des Ordens Pour le mérite
- Alexander Wilhelm von Arnim (1738–1809), preußischer Generalmajor
- Friedrich Wilhelm von Arnim-Boitzenburg (1739–1801), preußischer Beamter und Kriegsminister
- Joachim Erdmann von Arnim (1741–1804), Königlich Preußischer Kammerherr und Diplomat; Halbbruder des Valentin Dietloff von Arnim
  - Karl Otto Ludwig von Arnim (1779–1861), Schriftsteller
  - Achim von Arnim (1781–1831), Dichter (Ehemann von Bettina)
  - Bettina von Arnim (1785–1859; geb. Brentano), Schriftstellerin (Ehefrau von Achim)
    - Freimund von Arnim (1812–1863) und Anna von Baumbach (1824–1848)
      - Achim von Arnim-Bärwalde (1848–1891), auf Wiepersdorf, Historienmaler

    - Friedmund von Arnim (1815–1833), auf Blankensee und Marie von Trott zu Solz (1840–1865)
      - Erwin Kühnemund von Arnim (1862–1928), 1. Fideikommissherr auf Wiepersdorf und Agnes von Baumbach (1874–1959)
        - Bettina Encke von Arnim (1895–1971), deutsche Malerin, Nachfahren von Bettina und Achim von Arnim-Wiepersdorf
        - Friedmund von Arnim (1897–1946), auf Zernikow und Wiepersdorf mit Ländchen und Burg Bärwalde, Bruder der Vorgenannten
        - Clara von Arnim (1909–2009), Autorin (Der grüne Baum des Lebens) (Ehefrau des Vorherigen)
          - Peter Anton von Arnim (1937–2009), Literaturwissenschaftler, Islamkundler, Mäzen
          - Bettina von Arnim (* 1940), deutsche Malerin

      - Ottmar von Arnim (1864–1929), auf Blankensee mit Krullenhaus
      - Annois von Arnim (1865–1942), auf Burow
        - Oskar von Arnim (1900–1969), Schriftsteller

    - Maximiliane von Arnim (1818–1894), Berliner Salonière, Tochter von Achim und Bettina von Arnim
    - Gisela von Arnim (1827–1889), Schriftstellerin, Tochter von Bettina von Arnim, später verheiratet mit Herman Grimm
- Albrecht Heinrich von Arnim-Kröchlendorff (1744–1805), preußischer Justizminister; Bruder des Nachgenannten
- Carl Otto von Arnim (1747–1798), preußischer Landrat[10]
- Werner Friedrich Abraham von Arnim (1747–1794), preußischer Beamter
- Otto Albrecht von Arnim (1751–1803), preußischer Landrat, Bruder des Vorherigen
- Heinrich August von Arnim (1760–1834), Bruder des Vorherigen
  - Heinrich Friedrich von Arnim-Heinrichsdorff-Werbelow (1791–1859), preußischer Staatsmann
  - Heinrich Leonhard von Arnim-Heinrichsdorf (1801–1875), Rittergutsbesitzer und Mitglied des Deutschen Reichstags
- Carl Ludolf Bernhard von Arnim (1753–1828), preußischer Regierungspräsident; Neffe des Valentin Dietloff von Arnim
  - Otto von Arnim (1785–1820), preußischer Landrat
  - Friedrich Wilhelm Karl von Arnim (1786–1852), Berliner Polizeipräsident
- Jacob Heinrich Ludwig von Arnim-Suckow (1754–1804), preußischer Landrat
- Johann Anton Joachim von Arnim (1754–1821), preußischer Landrat und Gutsbesitzer
  - Hans von Arnim (1841–1914), Gutsbesitzer zu Neuensund, Enkel des Landrates Johann Anton Joachim von Arnim, preußischer Politiker
- Wilhelm Heinrich Ernst von Arnim (1756–1830), preußischer Landrat
- Friedrich Wilhelm Ludwig von Arnim-Suckow (1780–1813), Major der Hanseatischen Legion, gefallen bei Lübeck-St. Gertrud
- Leopold von Arnim (1794–1856), preußischer Generalleutnant
- Gustav von Arnim (1796–1877), preußischer General der Infanterie; Enkel mütterlicherseits des Landrates Johann August von Arnim
  - Gustav von Arnim (1829–1909), preußischer General der Infanterie, Rechtsritter des Johanniterordens
    - Gustav von Arnim (1856–1932), preußischer Generalleutnant
- Heinrich Alexander von Arnim (1798–1861), preußischer Diplomat
- Christian von Arnim (1800–1852), Landrat und Abgeordneter
  - Henning von Arnim (1836–1891), preußischer Generalmajor
    - Joachim von Arnim (1876–1933), deutsche Fregattenkapitän der Kaiserlichen Marine
- Georg Heinrich Wolf von Arnim (1800–1855), deutscher Eisenhütten- und Bergbauunternehmer sowie Rittergutsbesitzer auf Planitz
- Heinrich Leonhard von Arnim-Heinrichsdorf (1801–1875), Rittergutsbesitzer und Mitglied des deutschen Reichstags
- Hermann von Arnim (1802–1875), deutscher Rittergutsbesitzer, Verwaltungsbeamter und Parlamentarier
- Adolf Heinrich von Arnim-Boitzenburg (1803–1868), preußischer Innenminister und Ministerpräsident
  - Adolf von Arnim-Boitzenburg (1832–1887), preußischer Staatsmann, Reichstagspräsident
    - Dietlof von Arnim-Boitzenburg (1867–1933), Gutsbesitzer und preußischer Politiker
      - Joachim Dietlof Graf von Arnim, Herr der Grafschaft Boitzenburg
        - Sieghart von Arnim (1928–2020), Manager und Sachbuchautor, Enkel des Dietlof von Arnim-Boitzenburg
          - Andreas von Arnim (1958–2005), Unternehmer
          - Daisy Gräfin von Arnim, geb. von Löbbecke (* 1960), Unternehmerin und Autorin; Schwägerin des Vorgenannten

      - Wolf Graf von Arnim (1906–1994), Generalsekretär der Europa-Union Deutschland, Ehrenkommendator des Johanniterorden[11]

    - Bernd Graf von Arnim (1868–1945), Mitglied des Preußischen Herrenhauses, Erbschatzmeister der Kurmark Brandenburg
      - Hans-Georg Graf von Arnim (1901–1975), Gutsbesitzer[12][13]

  - Traugott Hermann von Arnim-Muskau (1839–1919), Jurist, Legationsrat, Privatsekretär Bismarcks, Reichstagsabgeordneter (RFKP) (1887–1907), Mitglied des Herrenhauses (1909)
  - Karoline von Arnim, geb. Gräfin von Bismarck-Bohlen (1851–1912), deutsche Schriftstellerin (Pseudonym C. von der Linde), 2. Ehefrau des Traugott von Arnim-Muskau
    - Adolf von Arnim (1875–1931), deutscher Sportfunktionär; Sohn aus erster Ehe der Vorgenannten mit Georg Werner von Arnim (1845–1881)
    - Sophie von Arnim, geborene Gräfin und Edle Herrin von der Lippe-Weißenfeld (1876–1949), Schriftstellerin; Ehefrau des Vorherigen

  - Bernhard von Arnim (1833–1917), preußischer Generalmajor
  - Albrecht Graf von Arnim (1841–1903), preußischer Gutsbesitzer in Mellenau und Politiker
- Friedrich Henning von Arnim (1804–1885), Rittergutsbesitzer
- Alexander von Arnim (1813–1853), deutscher Verwaltungsbeamter
- Oskar von Arnim-Kröchlendorff (1813–1903), Mitglied des Preußischen Herrenhauses und des Reichstages
  - Hans von Arnim (1849–1899) mit Catharina von Alvensleben-Hundisburg
    - Detlev von Arnim-Kröchlendorff (1878–1947), evangelischer Kirchenführer, Mitglied des Reichstags; Enkel des Oskar von Arnim-Kröchlendorff
      - Herbert Hans von Arnim (* 1909; † 2002) und Emmy Leonhardt
        - Hans Herbert von Arnim (* 1939), Jurist, Volkswirt, Verwaltungswissenschaftler und Autor; Enkel des Detlev von Arnim-Kröchlendorff
- Ferdinand von Arnim (1814–1866), Architekt und Maler
- Gustav von Arnim (1820–1904), Gutsbesitzer und Mitglied des Preußischen Herrenhauses
  - Bernd von Arnim-Criewen (1850–1939), preußischer Landwirtschaftsminister
    - Harry von Arnim (1890–1941), deutscher Generalmajor
- Harry von Arnim (1824–1881), preußischer Diplomat
  - Henning August von Arnim-Schlagenthin (1851–1910), deutscher Botschafter
  - Elizabeth von Arnim (1866–1941), eigentlich Mary Annette Gräfin von Arnim, geborene Beauchamp, Schriftstellerin; Ehefrau des Vorherigen
- Carl von Arnim (1831–1905), Verwaltungsbeamter, Regierungspräsident
- Richard von Arnim (1831–1901), preußischer Offizier
- Georg von Arnim-Güterberg (1843–1914), Offizier, Präsident Landwirtschaftskammer Brandenburg
- Karl von Arnim-Züsedom (1846–1913), Militär, Grundbesitzer
  - Wilhelm von Arnim-Lützlow (1879–1943), deutscher Rittergutsbesitzer und Funktionär im Jagdwesen, Vorsitzender des oKC 1910
- Hans von Arnim (1846–1922), preußischer General der Infanterie
  - Achim von Arnim (1881–1940), Rektor der TH Berlin, SA-Führer
- Volkmar von Arnim (1847–1923), deutscher Admiral
  - Bernd von Arnim (1885–1917),[14] Kapitänleutnant der Kaiserlichen Marine
- Volkmar von Arnim († 1927), Verkehrsleiter der Deutschen Lufthansa AG, Vater von Georg-Volkmar Graf Zedtwitz von Arnim
- Ernst von Arnim (1852–1927), preußischer Generalmajor
- Hans von Arnim (1859–1931), klassischer Philologe; Enkel des Hermann von Arnim (mütterlicherseits)
  - Bernd von Arnim (1899–1946), Slawist
- Eva von Arnim (Eva Adelheid von Arnim-Fredenwalde; 1863–1938), deutsche Schriftstellerin; Schwester des Philologen Hans von Arnim
- Ludwig Gustav Otto Gotthelf von Arnim (1860–1936), Geheimer Regierungsrat und Landrat
  - Hans Ludwig von Arnim (1889–1971), deutscher Beamter, Kirchenfunktionär und Autor
- Hans von Arnim (1861–1931), preußischer Generalmajor
  - Hans-Jürgen von Arnim (1889–1962), deutscher Generaloberst
- Felix von Arnim (1862–1919), preußischer Kammerherr
- Heinrich von Arnim (1865–1943), Arzt und Kolonialpolitiker,[15] MdR (?)
- Erik von Arnim (1873–1945), sächsischer Rittergutsbesitzer und Hofbeamter
- Dietloff von Arnim (1876–1945), Landesdirektor der preußischen Provinz Brandenburg
- Brigitte von Arnim (1905–1965), Schriftstellerin
- Henning von Arnim (1916–1990), Oberfinanzpräsident
- Bernd von Arnim (1939–2009), Vorstandsmitglied der Deutschen Bank
- Alard von Arnim (1943–2014), Politiker (CDU)
- Iris von Arnim (* 1945), Modedesignerin (Haus Brandenstein)
- Gabriele von Arnim (* 1946), Journalistin und Schriftstellerin
- Arnulf von Arnim (* 1947), Pianist und Musikprofessor
- Ditte von Arnim (* 1951), Museologin (u. a. Brecht Archiv), Autorin (Brechts letzte Liebe). Herausgeberin (Eine Begabung muss man entmutigen …)
- Dietloff von Arnim (* 1959), Werbeagent, seit 2021 Präsident des Deutschen Tennis Bundes
- Christine von Arnim (* 1972), Chefärztin und Professorin an der Universitätsmedizin Göttingen, Abteilung für Geriatrie
- Jan Gottlieb Jiracek von Arnim (* 1973), deutsch-österreichischer Pianist

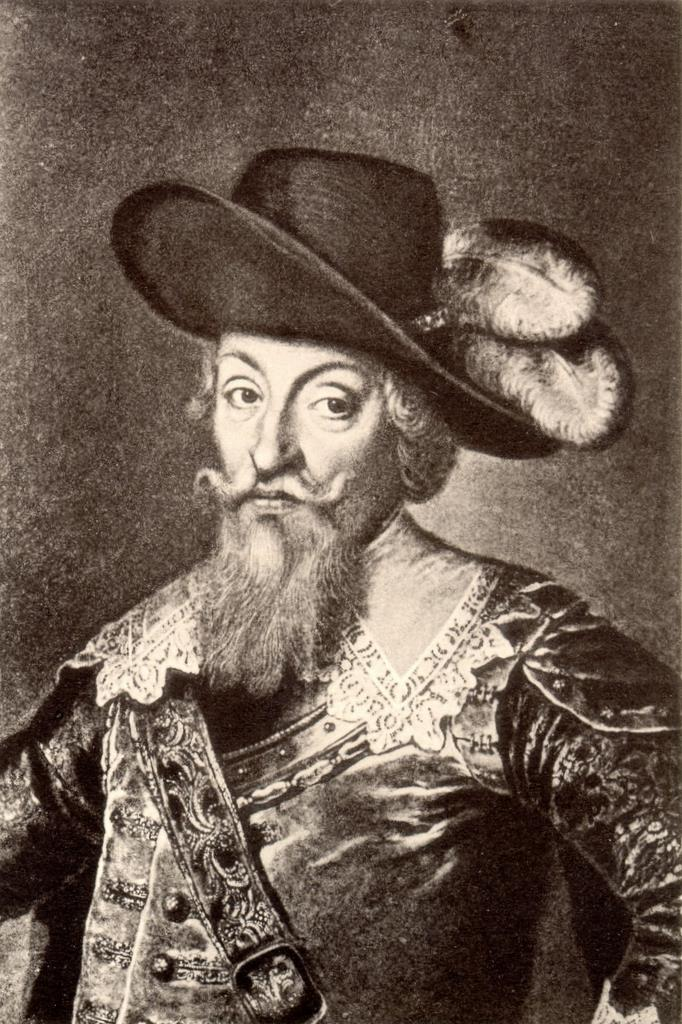
Hans Georg von Arnim-Boitzenburg (1583–1641), Generalfeldmarschall im Dreißigjährigen Krieg
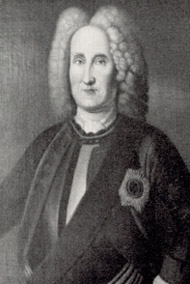
Georg Abraham von Arnim-Boitzenburg (1651–1734), preußischer Generalfeldmarschall
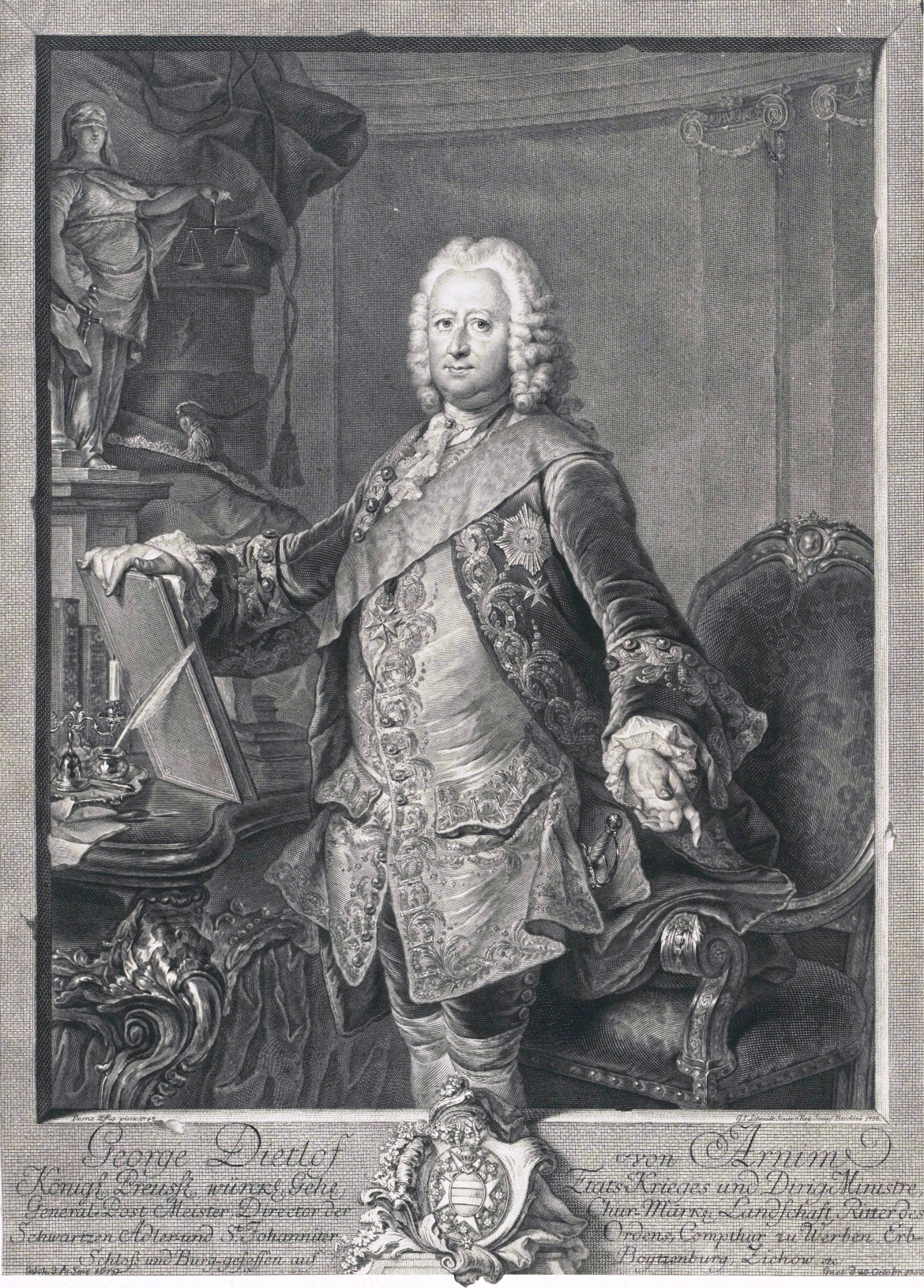
Georg Dietloff von Arnim-Boitzenburg (1679–1753), Kriegs- und Justizminister, dirigierender Minister in Preußen
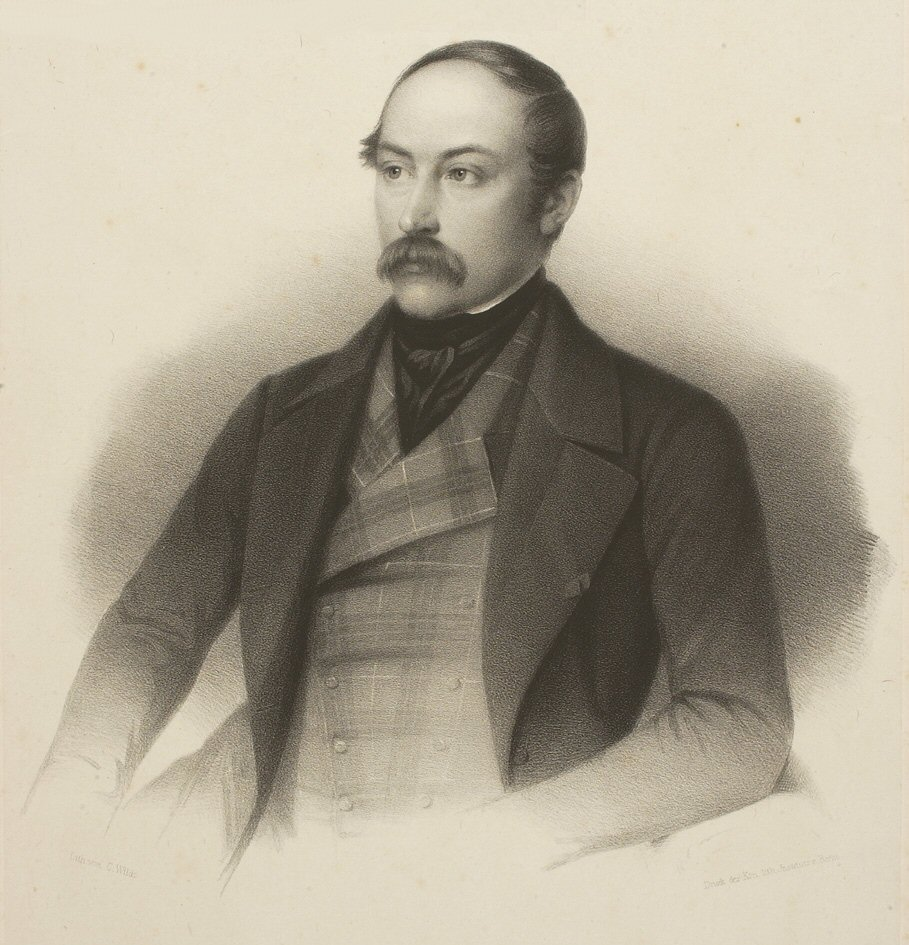
Graf Adolf Heinrich von Arnim-Boitzenburg (1803–1868), preußischer Innenminister und Ministerpräsident

## Ehrungen
- Die Arnimallee im Berliner Ortsteil Dahlem wurde 1908 nach dem preußischen Minister Bernd von Arnim-Criewen (1850–1939) benannt.
- Der Arnimplatz im Berlin-Prenzlauer Berg wurde 1903 nach dem Schriftsteller Achim von Arnim benannt.
- Nach der Schriftstellerin Bettina von Arnim ist das Bettina-von-Arnim-Ufer in Berlin-Tiergarten und eine Stadtbibliothek in Berlin-Prenzlauer Berg benannt.
- Die Ida-von-Arnim-Straße in Berlin-Mitte ist nach einer von 1832 bis 1904 lebenden Oberin des Kaiserin-Augusta-Hospitals benannt.[16]
- In Berlin-Neu-Hohenschönhausen verläuft eine Arnimstraße.

## Besitzungen
Zu den Besitzungen der Arnims gehörten:
- Gut Bietikow, Uckermark (1424–1945 und wieder nach 1990)
- Gut Blankensee, Uckermark
- Schloss Blumberg, Barnim (1836–1931)
- Schloss Boitzenburg, Uckermark (1427–1945)
- Gut Brandenstein, Sachsen-Anhalt (1507–1945 und wieder seit 1992)
- Schloss Criewen, Uckermark
- Burg Gerswalde, Uckermark, mit Schloss Gerswalde (1463–1929)
- Gut Groß Fredenwalde, Uckermark (1498–1945)
- Schloss Gröba, Sachsen (1692–1783)
- Schloss Heinrichsdorf, Hinterpommern (1796–1895)
- Burg Kriebstein, Sachsen (1825–1945)
- Schloss Kröchlendorff, Uckermark (1429–1945)
- Gut Mürow, Uckermark
- Schloss Muskau, Oberlausitz (1883–1945)
- Schloss Neusorge, Sachsen (1689–Mitte 18. Jh.)
- Schloß Otterwisch, Sachsen (1904–1945)
- Schloss Planitz, Sachsen (1689–1933)
- Schloss Plaue, Brandenburg (1577–1620)
- Schloss Pretzsch (1647–1689)
- Schloss Suckow, Uckermark (1577–1927)
- Gut Werbelow, Uckermark (1755–1882)
- Schloss Wiepersdorf, Fläming (1780–1945)
- Gut Zernikow, Oberhavel (1777–1945 und wieder nach 1990)
- Burg Zichow, Uckermark (1456–1945)
- Rittergut Irfersgrün (1805–1945)

## Grabstätten

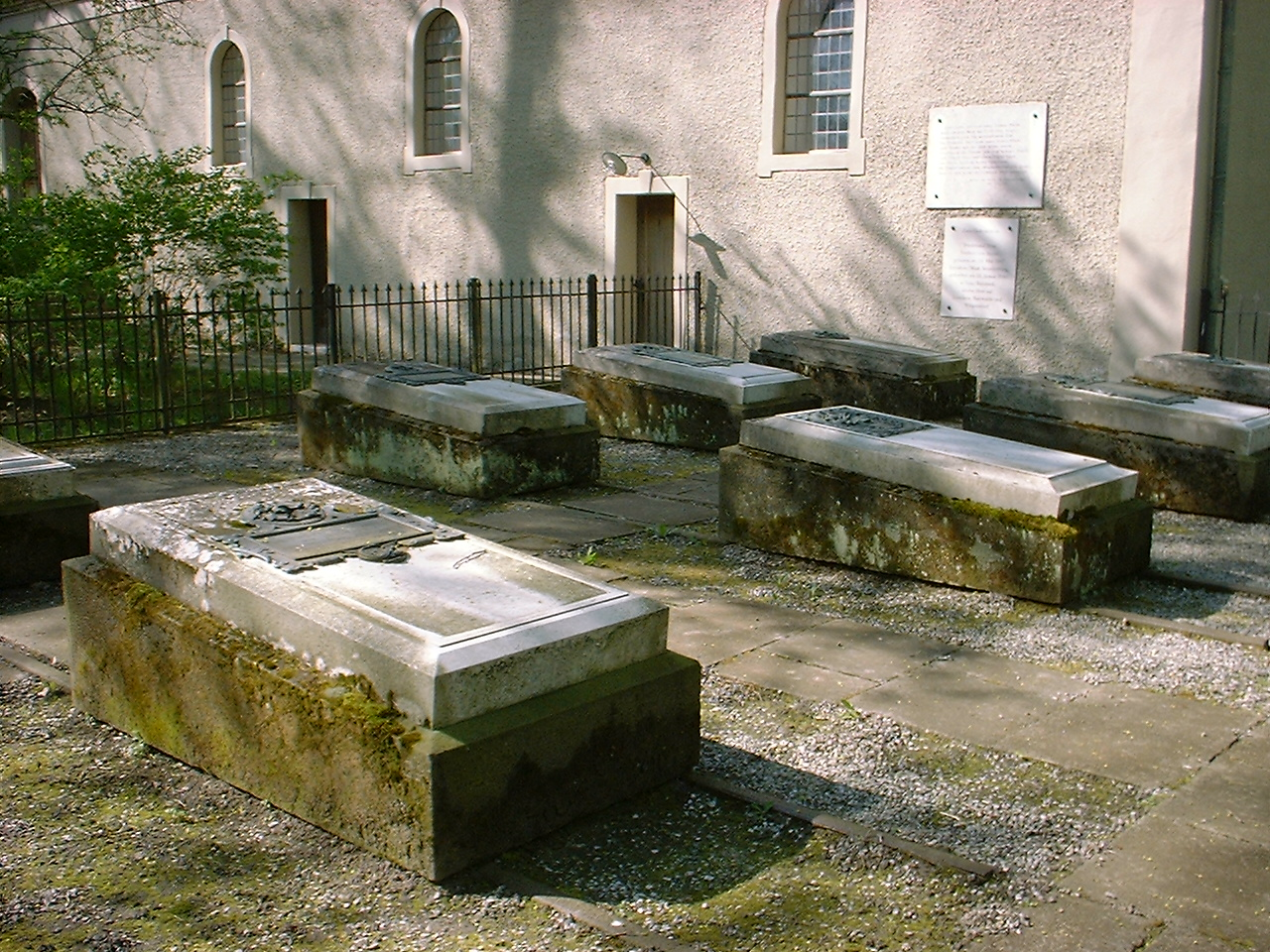
Grablege der Arnims an der Kirche in Wiepersdorf
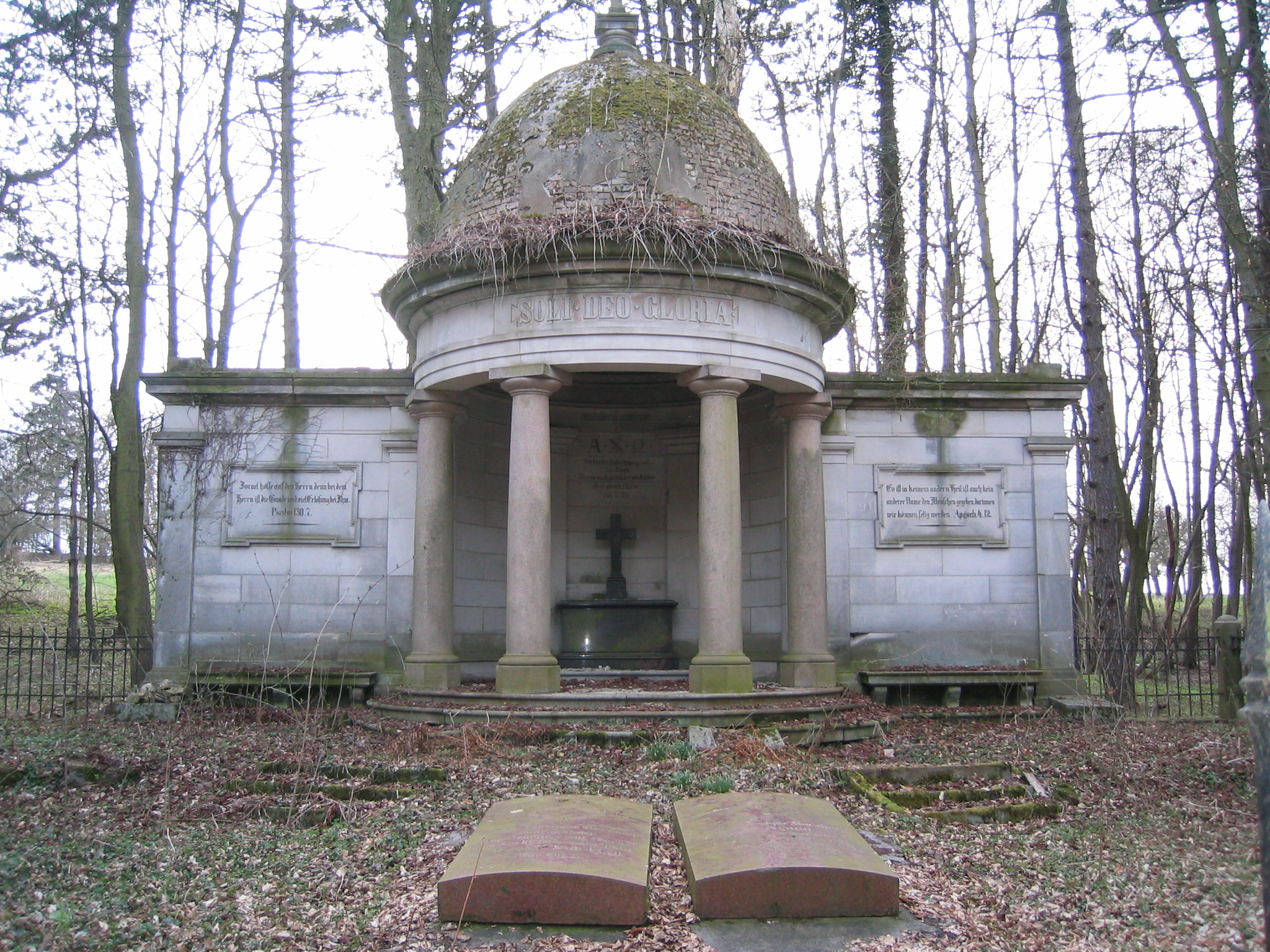
Erbgrab der Familie von Arnim in Suckow (Uckermark)
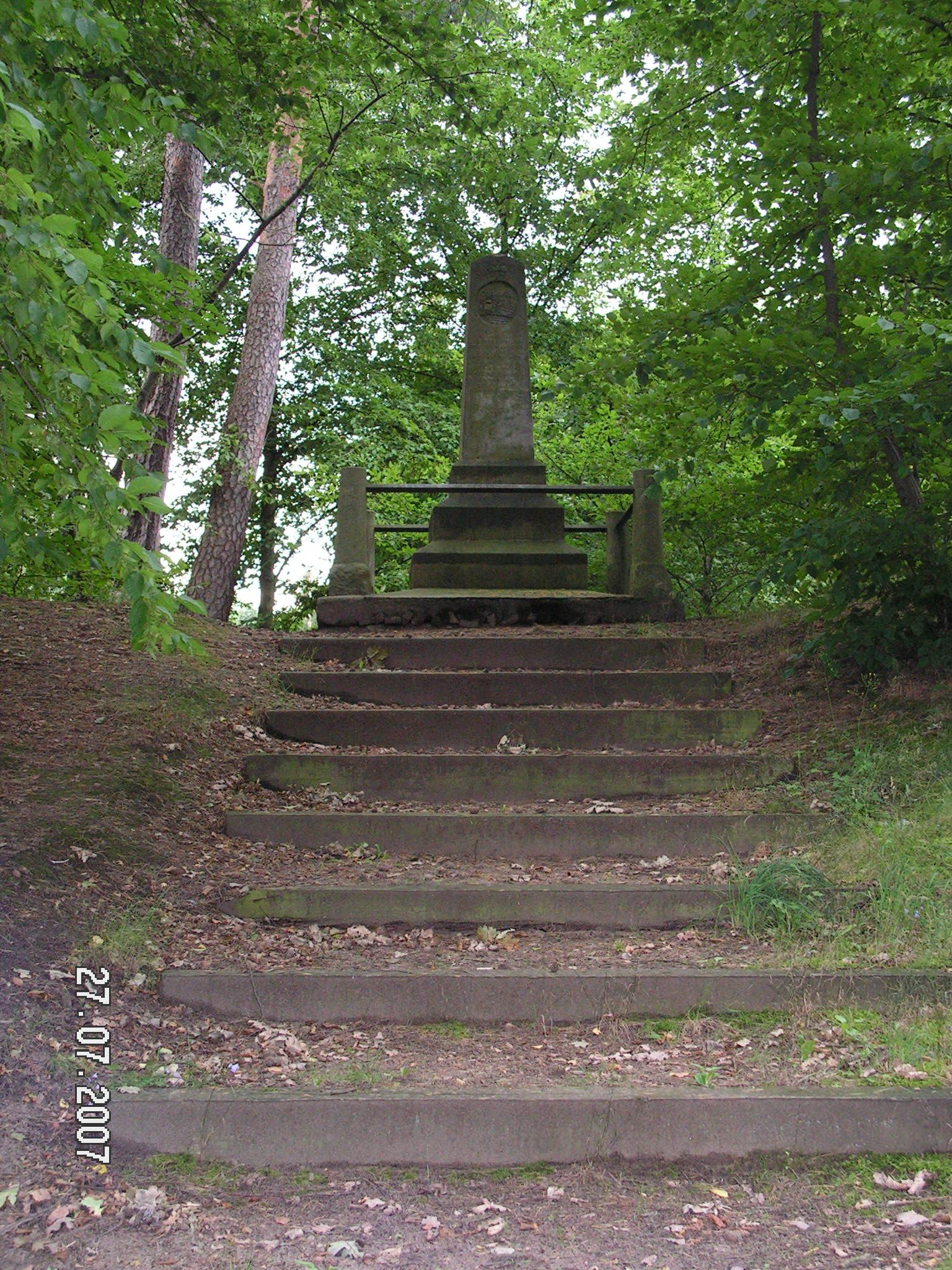
Gedenkstein für den Major v. Arnim der Hanseatischen Legion in Lübeck
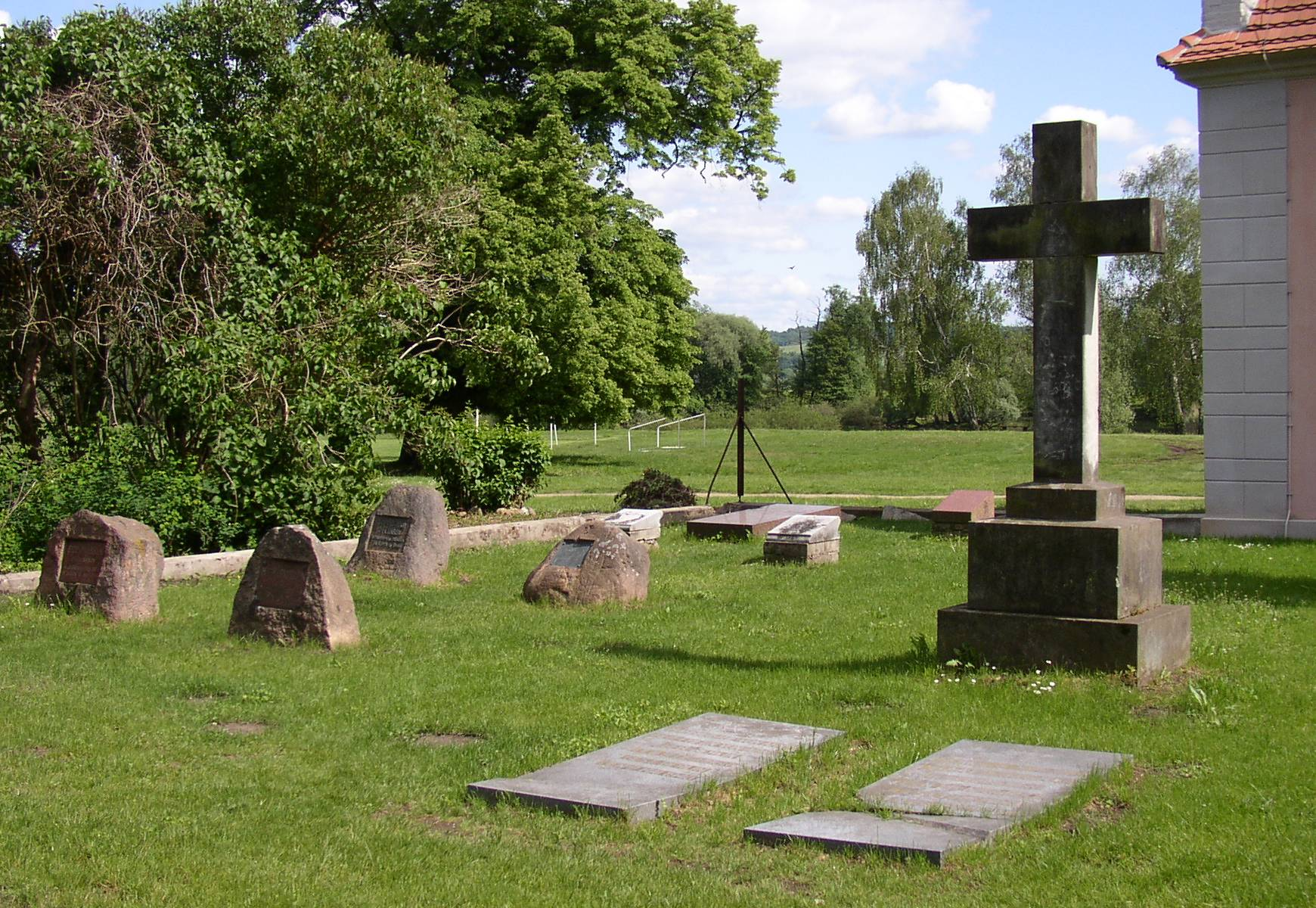
Patronatsfriedhof in Criewen
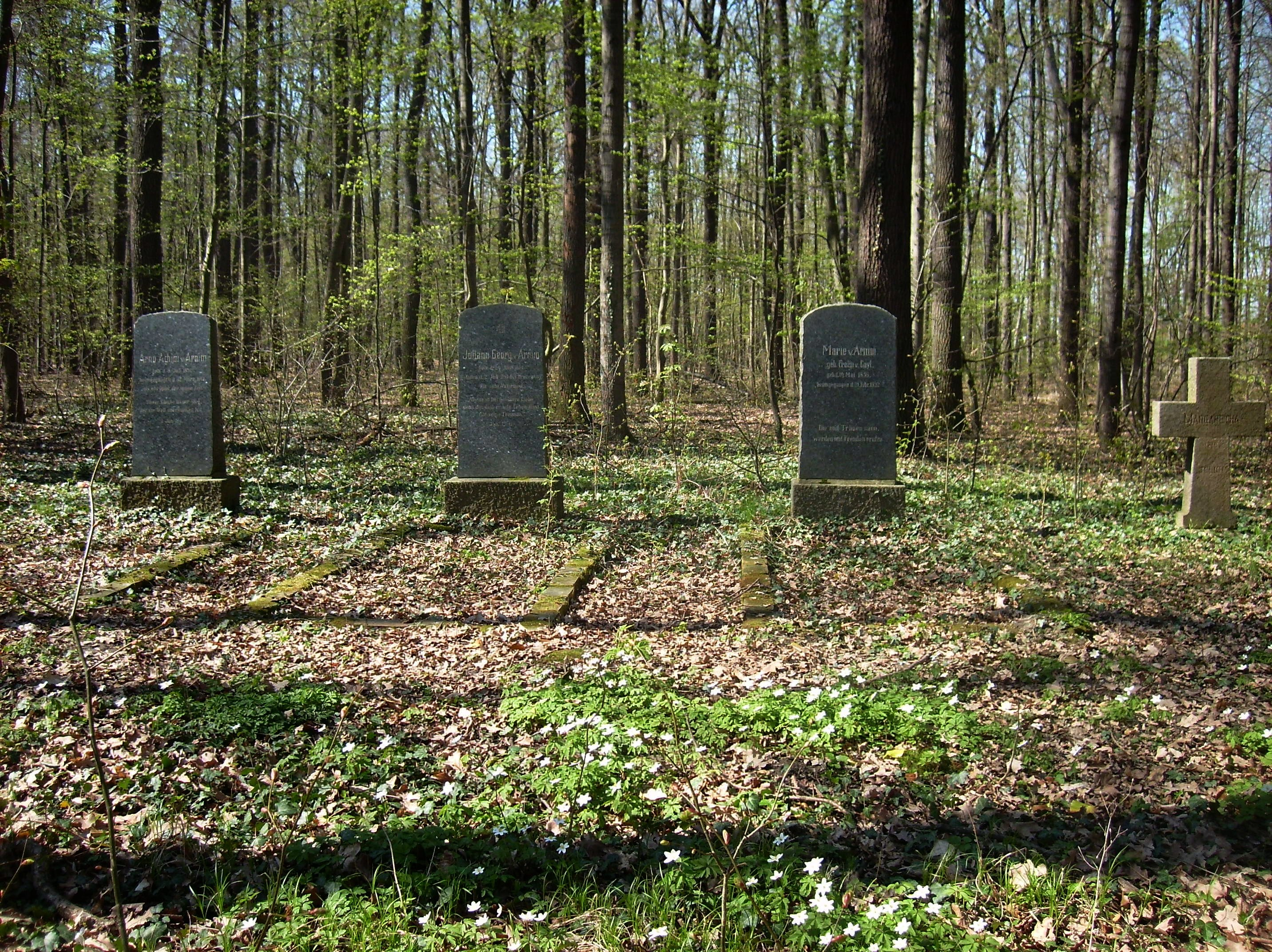
Erbbegräbnis in Otterwisch
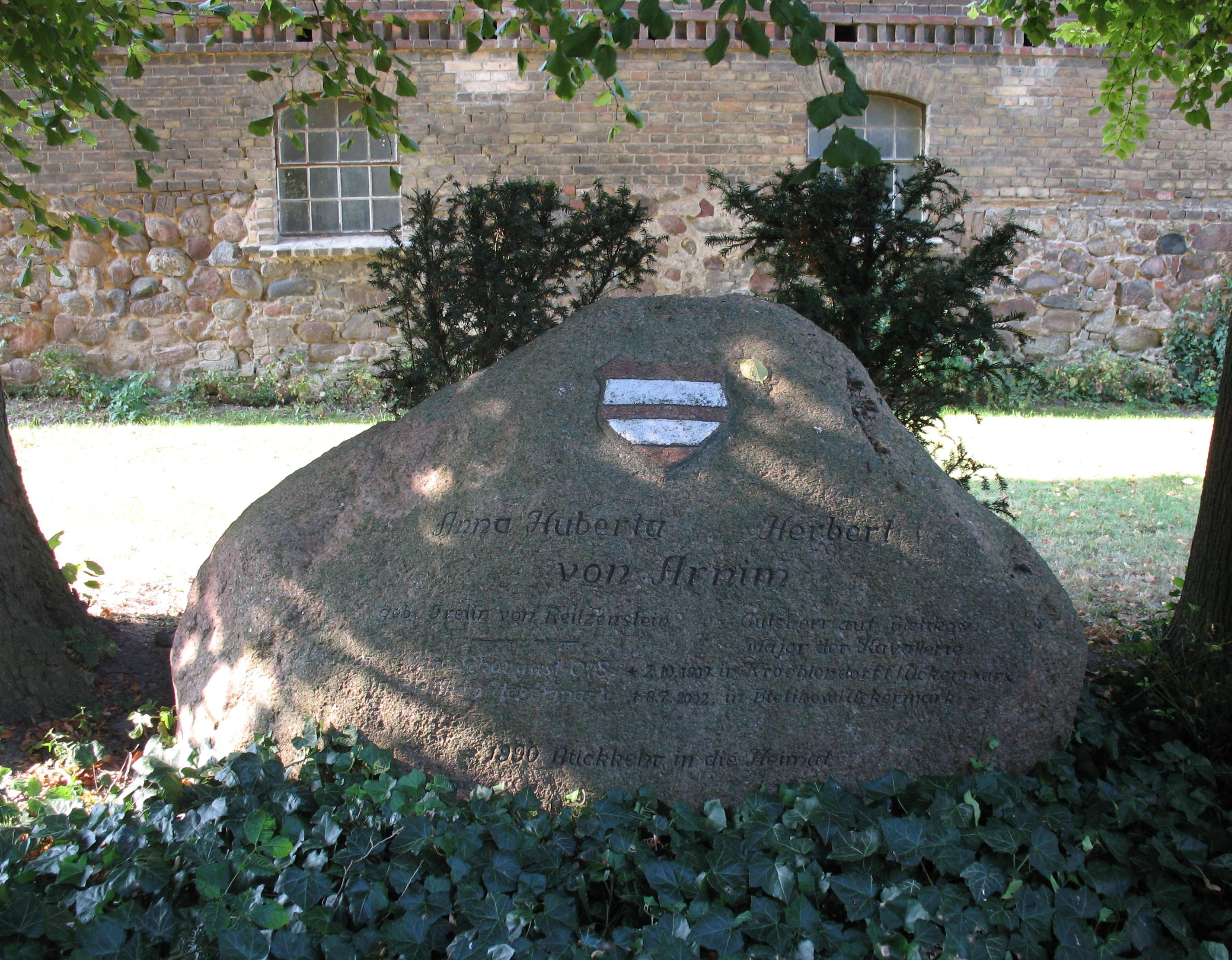
Grabstein des Herbert von Arnim (1909–2002) in Bietikow
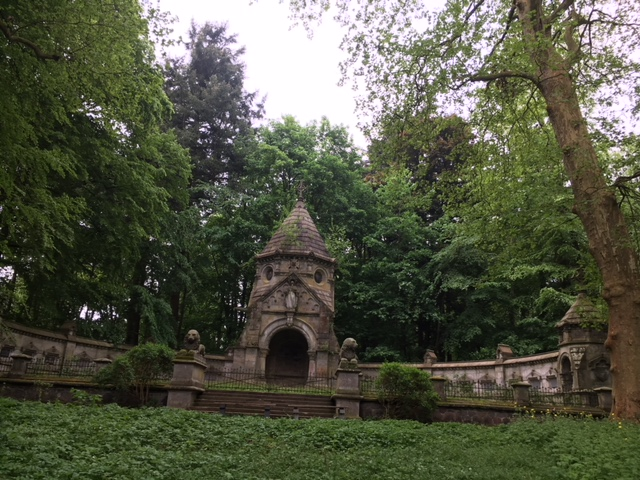
Erbbegräbnisstätte derer von Arnim im Schlosspark von Boitzenburg
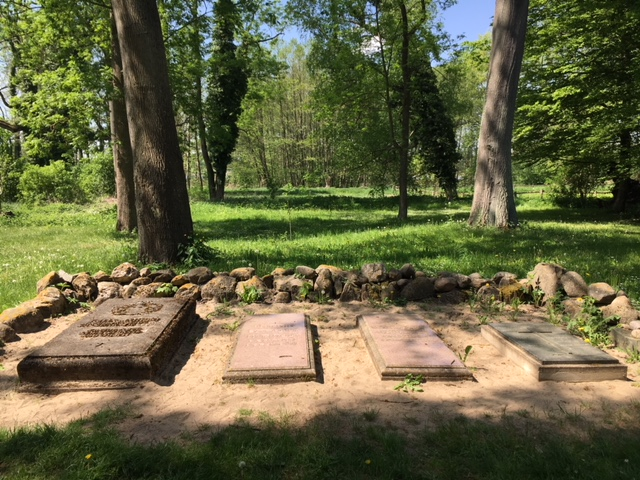
Verlegte Grabplatten in den Schlosspark von Gerswalde
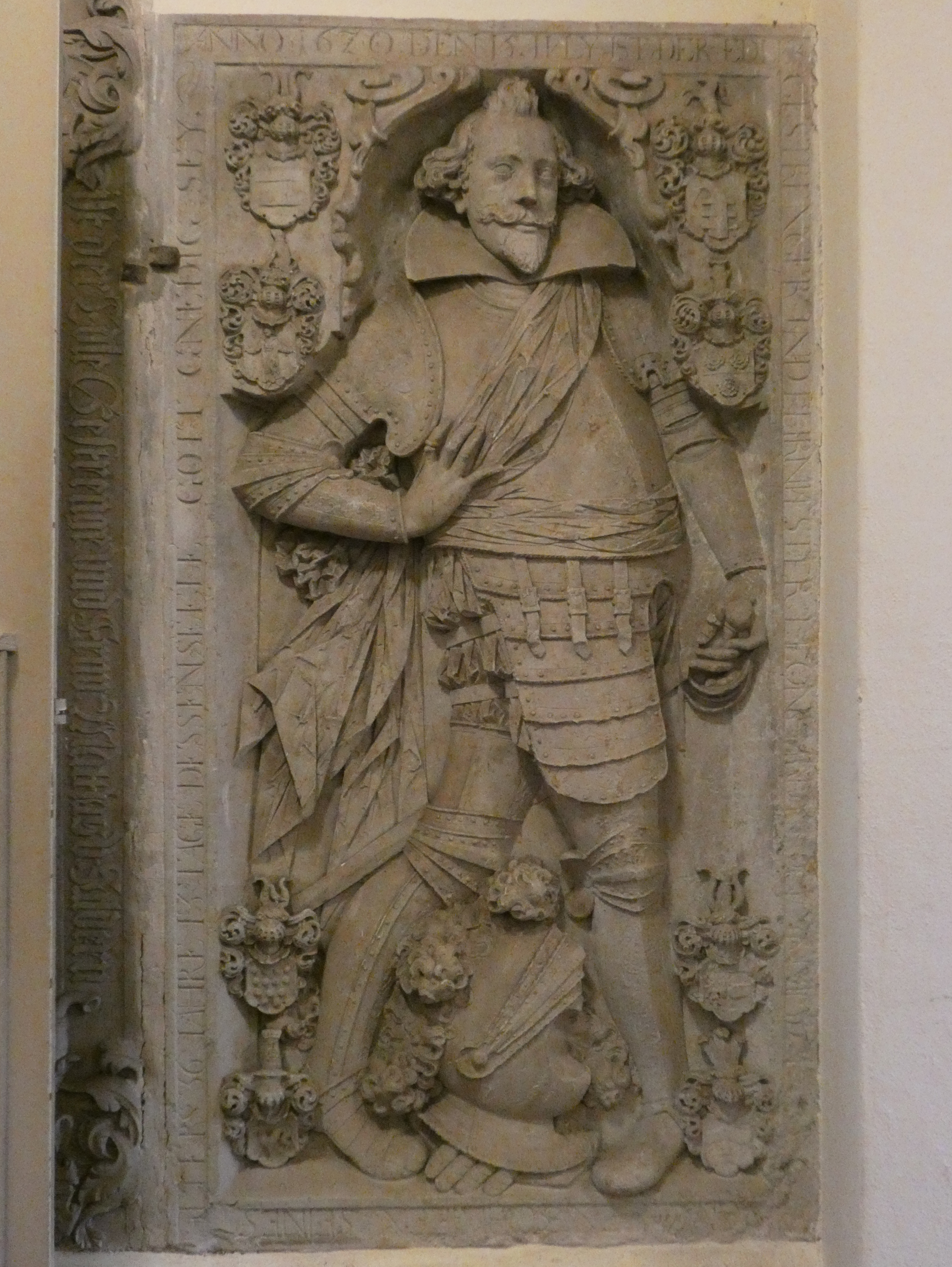
Grabplatte Leonhards von Arnim (1584–1620) in der Pfarrkirche Plaue

## Weitere Literatur (Auszug)
- Hartwin Spenkuch: Das Preußische Herrenhaus. Adel und Bürgertum in der Ersten Kammer des Landtages 1854–1918. Droste Verlag, Düsseldorf 1998. ISBN 978-3-7700-5203-5.
- Peter Burkhardt: Die Familie von Arnim in Westsachsen und das Rittergut Irfersgrün, Eudora-Verlag, Leipzig 2021. ISBN 978-3-938533-88-8.